# Clima del Perú

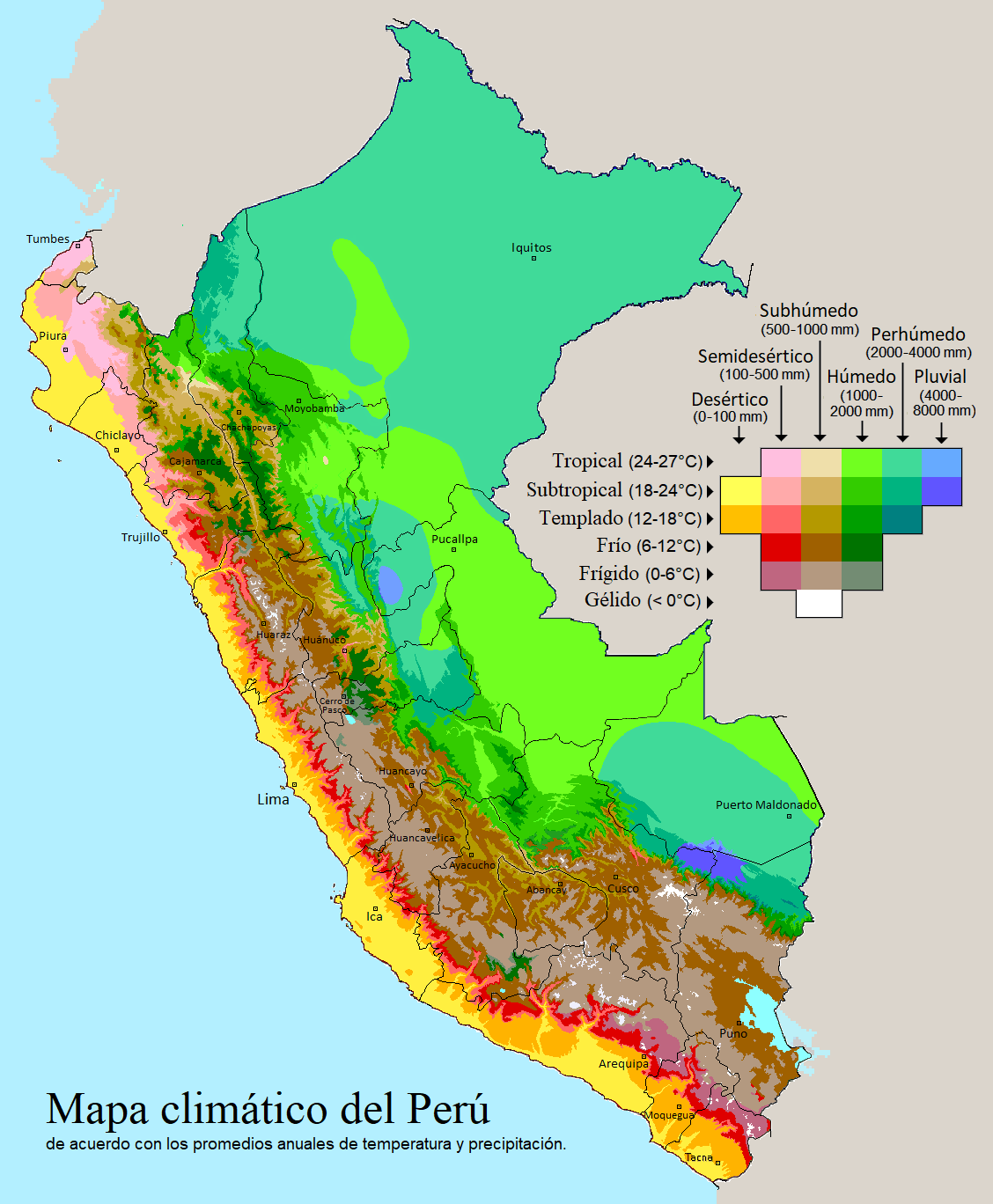
Mapa climático del Perú de acuerdo con la media anual de temperatura y precipitaciones.

El clima del Perú está determinado por su situación geográfica, ya que el país se encuentra dentro de la zona intertropical de la Tierra, es decir, a baja latitud y cerca del ecuador terrestre. Esto implica que no haya grandes diferencias entre las temperaturas medias de invierno y verano en todo el país, además determina que al oriente tenga un clima tropical lluvioso.
La presencia imponente de la cordillera de los Andes determina una variedad de climas de altura que van del clima templado de montaña al clima gélido de alta montaña. Finalmente, las corrientes marinas frías y los vientos alisios provenientes del anticiclón del Pacífico Sur, determinan que en la costa prevalezca el clima subtropical árido.

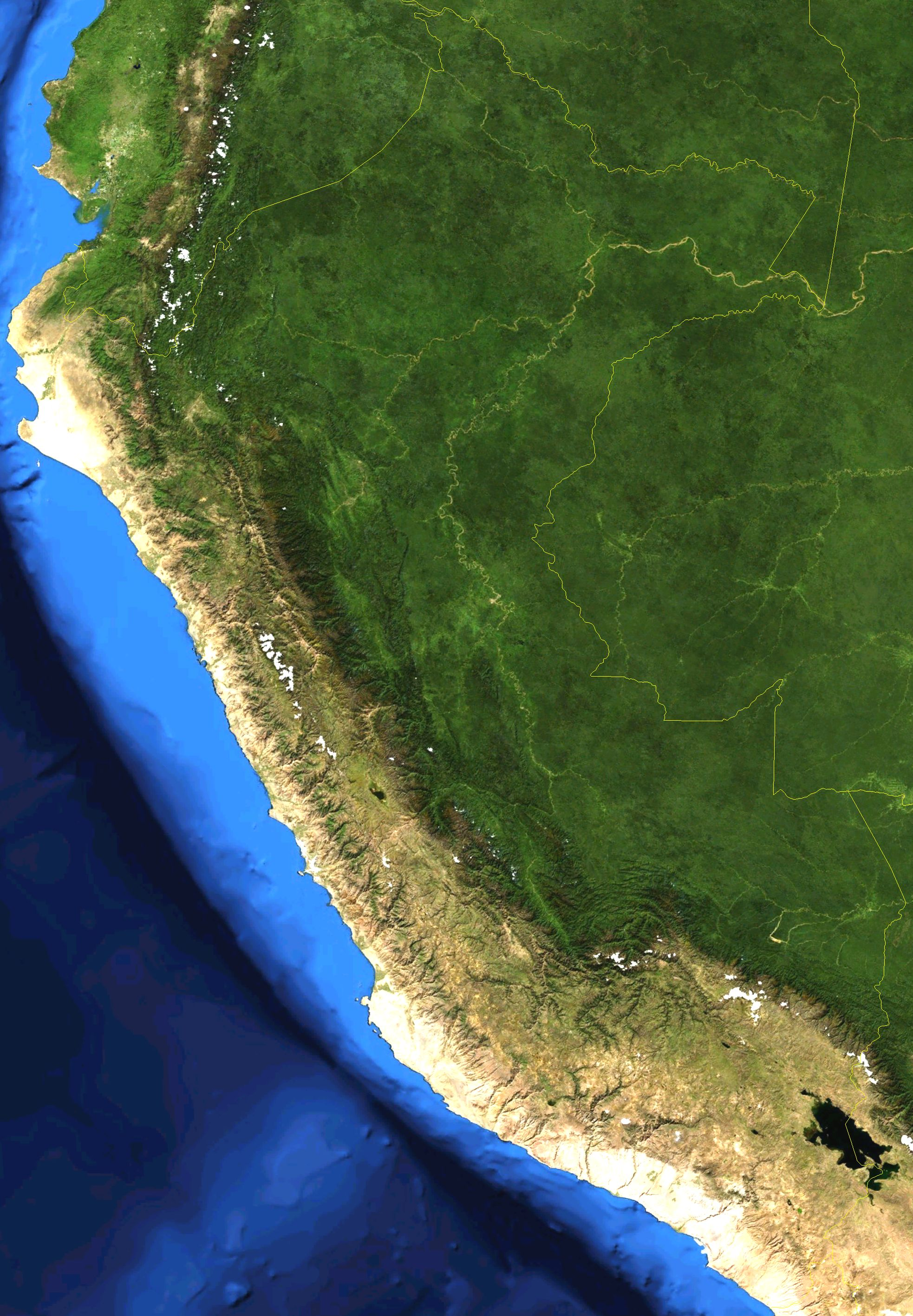
Imagen satelital del Perú. El clima y la altitud determina la diversidad de ecosistemas.

## Factores que determinan el clima del Perú
Básicamente son cuatro factores: Posición o localización del Perú en el mundo como un país tropical, influencia de las corrientes marinas, influencia de los vientos e influencia de una topografía dominada por la (cordillera de los Andes). A estos factores habría que añadir a las anomalías o fenómenos climáticos extraordinarios como El Niño-Oscilación del Sur. 

### Posición del Perú en el mundo: Baja latitud

Ubicación del Perú en el mundo.

La localización del país en la Tierra es importante para explicar su clima. En primer lugar, la baja latitud define al Perú como un país tropical por su ubicación cercana al Ecuador terrestre ecuador geográfico, íntegramente dentro de la zona intertropical. Esta característica influye principalmente en el clima cálido y lluvioso de la Amazonía, pero también explica por qué se tiene zonas de relativamente alta temperatura en la región andina o en zonas que alcanzan los 2000 metros de altura. También influye en el clima cálido de la costa norte, así como en las altas temperaturas del mar en su zona norte y lejos del litoral.
En segundo lugar, el Perú se sitúa en la parte central y occidental de Sudamérica. Tomando en cuenta que los grandes desiertos del mundo se sitúan principalmente en las costas occidentales de los continentes, esto explica en parte la condición árida de la costa.
En tercer lugar, la totalidad del territorio peruano se encuentra en el hemisferio sur. Esto es importante porque los ecuadores climáticos y la zona de convergencia intertropical se encuentran desplazados hacia el hemisferio norte, centrándose especialmente en Colombia. Esta situación refuerza la presencia del clima subtropical árido en el Perú.
La posición del Perú en el mundo es muy singular. Hacia el oeste, está el océano Pacífico, el océano más grande del mundo; hacia el oriente está la Amazonía, la selva tropical más extensa del mundo; al sur en Bolivia, pero especialmente en Chile, está el desierto de Atacama, el lugar más seco de la Tierra; y hacia el norte, en las costas del Pacífico de Ecuador y especialmente de Colombia, está la selva del Chocó biogeográfico, una de las más lluviosas del mundo. Por último el Perú se encuentra atravesado por la Cordillera de los Andes, la más larga del mundo. Todas estas circunstancias influyen en el clima del Perú y explican por qué posee tanta diversidad climática.

### Influencia de las corrientes marinas

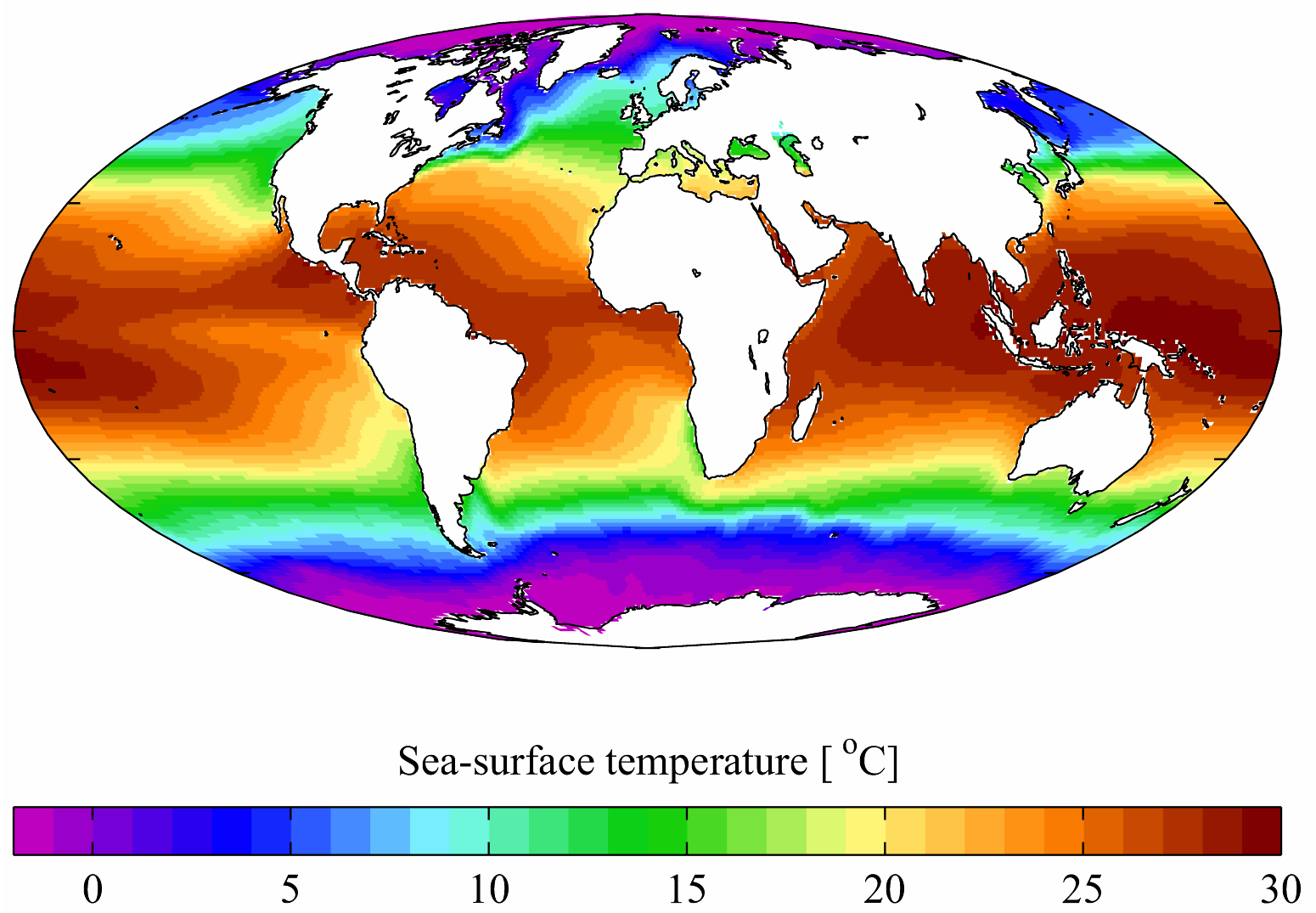
Mapamundi de la temperatura oceánica. Obsérvese la baja temperatura del mar peruano en comparación a otras regiones de la misma latitud.

La corriente peruana o de Humboldt domina el mar peruano y se considera que es una corriente fría, con una temperatura que limita la evaporación, impidiendo que se formen grandes nubes de lluvia, lo que influye en el clima árido de la costa centro-sur; pero lo que sí permite es la formación de nubosidad baja (nubes estratos) que producen garúas y neblinas invernales.
Se considera que el mar peruano es relativamente frío: Haciendo una comparación entre temperaturas, se puede observar que en otras latitudes similares al Perú, el mar es cálido y usualmente tiene una temperatura media anual de 29 °C. En cambio, la superficie del mar peruano promedia unos 19 °C; a unos 400 metros de profundidad es comúnmente de 9 °C; y en el fondo marino por debajo de 1000 m se puede encontrar las llamadas aguas antárticas a 4 °C.
La frialdad del mar peruano se atribuye a la corriente de Humboldt, la cual nace por la bifurcación norte de la corriente circumpolar antártica al sur de Chile; sin embargo, la principal razón de su frialdad está en el proceso de afloramiento (surgencia costera), que viene a ser un conjunto de corrientes submarinas que afloran en el litoral provenientes del fondo marino durante todo el año. Este afloramiento contiene muchísimos nutrientes provenientes del desecho biológico que ha ido hundiéndose, y es tan extenso que enfría la superficie y al mismo tiempo provee de nutrientes al plancton, el cual será a su vez el alimento de diversas especies marinas. Es por esta razón que la corriente peruana es el ecosistema marino más rico de todas las corrientes orientales de litoral, con gran producción pesquera.

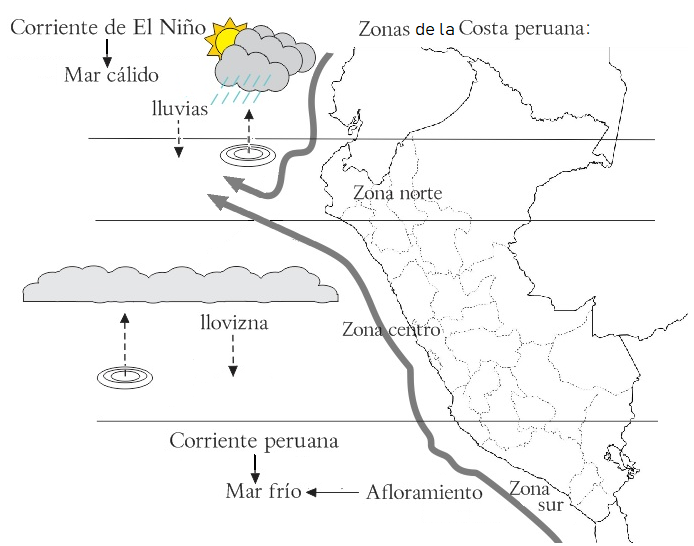
Distribución de las corrientes marinas durante el verano y su influencia en el clima de la costa.

El enfriamiento del mar peruano es un fenómeno estable y único, porque es el único mar en el mundo que no ha sido afectado por el calentamiento global. Este fenómeno ha llamado la atención de la comunidad científica pues desconcierta a los expertos, los cuales lo han denominado "la lengua fría ecuatorial", el misterioso lugar del Pacífico donde el agua no se calienta como en el resto del planeta; y mientras en el mundo se baten récords de calor, en la costa peruana se han registrado temperaturas por debajo de lo normal desde 2018 a 2022.
La costa y mar peruanos pueden dividirse en tres zonas: norte, centro y sur. Centro y sur pueden describirse como una sola zona porque se encuentran bajo el mismo frente climático.
La zona norte va desde Tumbes hasta Punta Aguja (Piura) y se encuentra también bajo la influencia de la corriente de Humboldt; sin embargo, por su latitud el clima es tropical, y en verano suele incursionar desde el norte la corriente cálida de El Niño, incrementando la temperatura del mar e influyendo en la temporada cálida y lluviosa de la costa norte; temporada en la cual desaparece el afloramiento y disminuye el plancton y la pesca.
La zona centro-sur está bajo la influencia de la corriente fría de Humboldt durante todo el año, el afloramiento de aguas profundas es intenso e influye en el clima subtropical desértico de la costa centro y sur, lo que se puede graficar con el siguiente mapa: 

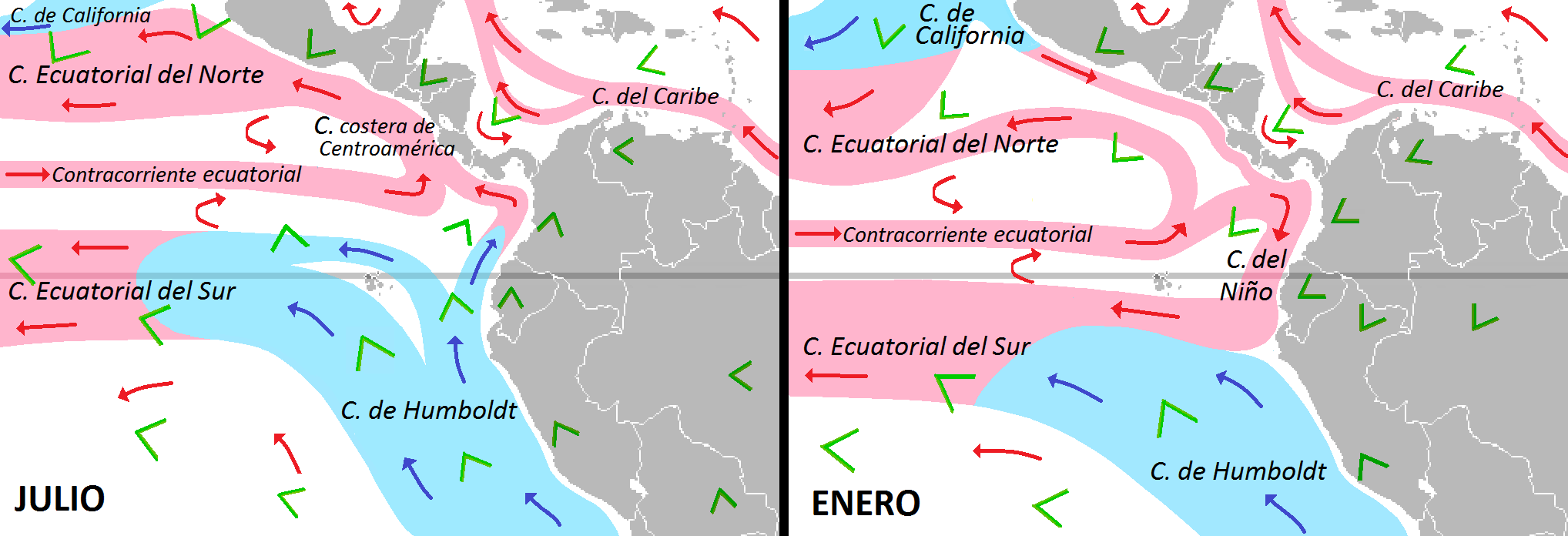
Mapa del Pacífico tropical americano. Las corrientes frías están indicadas en azul, las cálidas en rojo y los vientos en verde. A la izquierda, predominio de la corriente de Humboldt durante el invierno. A la derecha, eventual confluencia de la corriente del Niño con la corriente de Humboldt durante el verano. Además de los vientos, la poderosa corriente Ecuatorial del Sur es un importante impulsor de la dirección y fuerza de las corrientes del Perú.

peme

### Influencia de los vientos
Al ser el Perú un país tropical, se encuentra totalmente dominado por los vientos alisios; sin embargo, estos vientos están representados por diferentes masas de aire que constituyen varios frentes climáticos, que básicamente son los siguientes:
El anticiclón del Pacífico Sur (APS) produce una enorme masa de aire estable conformada por los vientos alisios del sur, los cuales se desplazan sobre la superficie del mar peruano paralelos a la costa, en dirección norte y son los principales responsables del clima desértico costeño. La direccionalidad de estos vientos está influenciada por la configuración de la línea de costa; y la presencia de la cordillera de los Andes limita su influencia hacia el oriente. Los vientos son más intensos durante el invierno y la primavera, cuando el APS se aproxima a la costa, siendo especialmente intenso en el litoral y desierto de Ica donde se denomina viento paracas y en donde se extiende debido a la topografía llana de la costa iqueña. El APS, también llamado anticiclón Subtropical del Pacífico Sudeste (ASPS), se sitúa en el océano frente a Chile, en la llamada latitud del caballo y se define como un centro de alta presión (Alta subtropical), el cual es responsable del frente subtropical árido. Posee gran sequedad debido a que se origina a partir de masas de aire provenientes de la alta atmósfera que descienden desprovistas de humedad (subsidencia) como parte del ciclo atmosférico llamado célula de Hadley, desertificando toda la región centro occidental de Sudamérica, del mismo modo que otros anticiclones son responsables de la aridez de la parte occidental de otros continentes. Estacionalmente, el APS se desplaza en verano hacia el sur y antes de llegar el invierno migra hacia el norte acercándose al Perú e influyendo en la temporada seca de la sierra que es de mayo a setiembre.

### Altitud de la cordillera andina

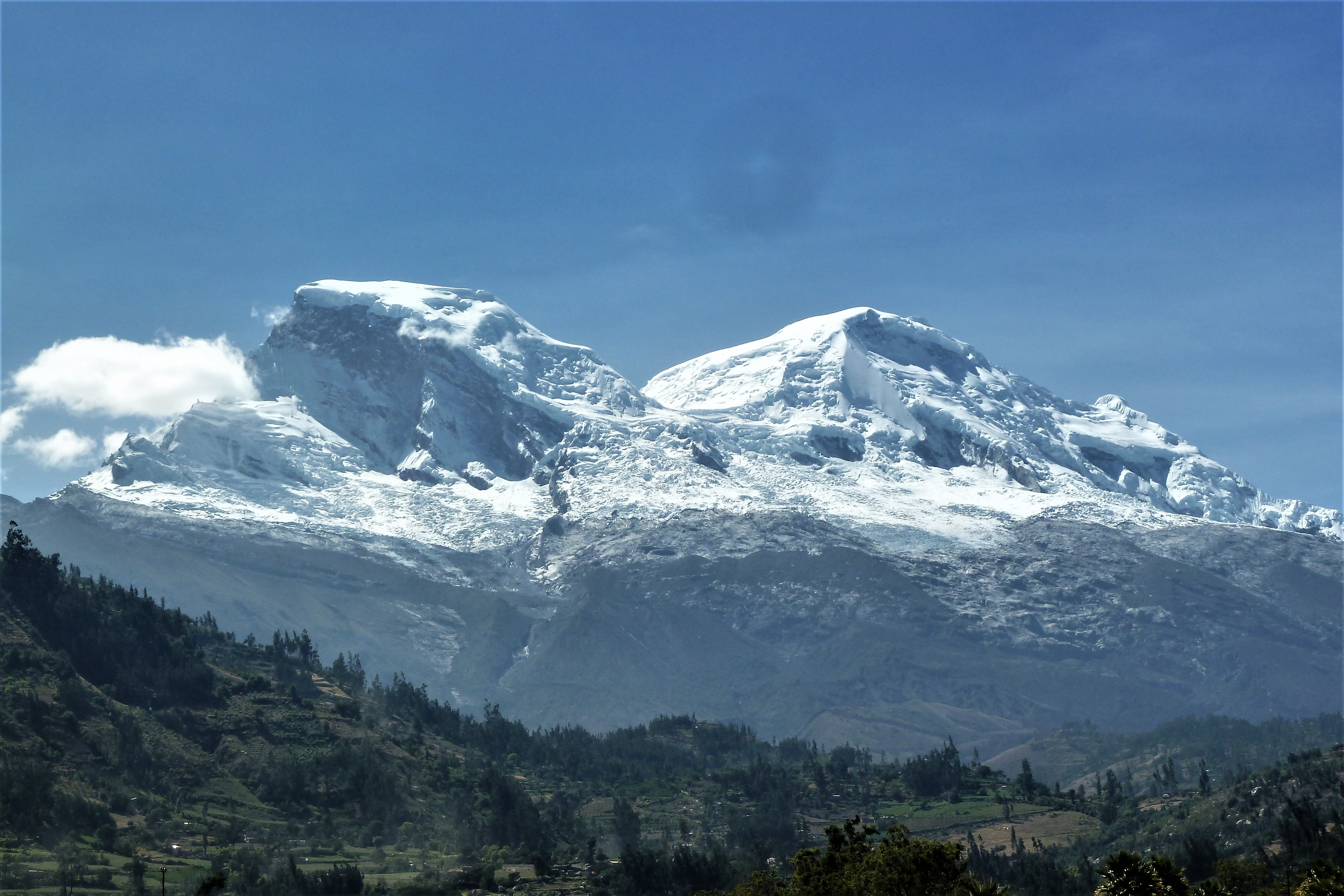
En el Perú hay nevados por la altitud de la cordillera andina.

Conforme se recorre el territorio se observa una variedad de climas a medida que aumenta la altitud, desde las zonas templadas en Cajamarca y frías en Puno y Junín.

La altitud de la cordillera andina influye principalmente en la diversidad climática de la región andina, pero también influye en la aridez de la costa obstruyendo el paso de las lluvias que vienen de oriente (Selva). En ocasiones se forman Trombas de agua en el Lago Titicaca, como la ocurrida en el 2016, y en el Altiplano Andino se pueden registrar Tornados como el ocurrido el 10 de mayo de 2018 en la Rinconada, Puno, cerca de los 5000 metros de altura, o los ocurridos en Arasi, Puno, con la presencia de 2 Tornados, el 2009. Entre otros lugares como la presencia de un pequeño tornado en Ayacucho el 2018.

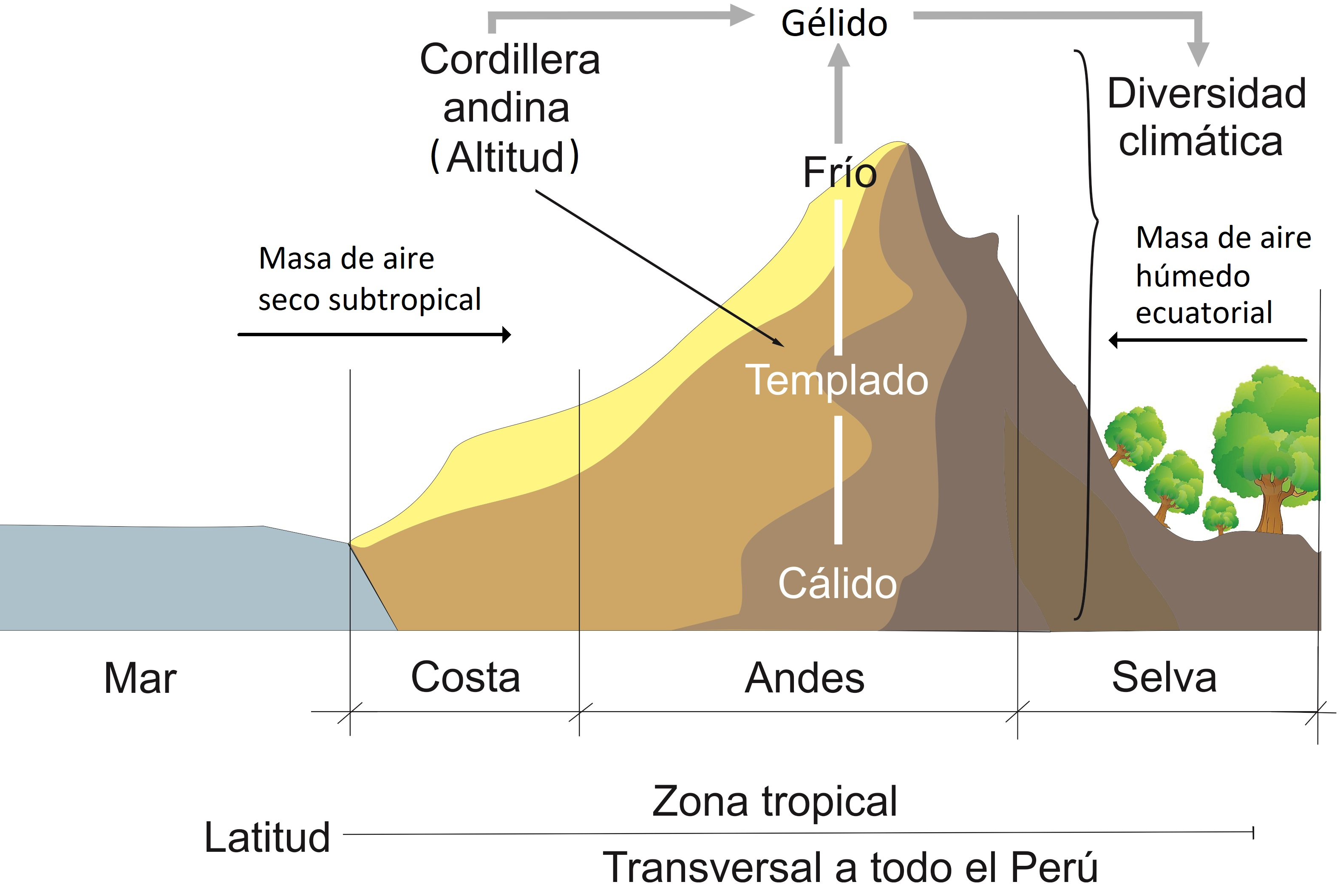
La altitud de la cordillera andina diversifica el clima en el Perú.

En todo el Perú debería existir solo un clima tropical de altas temperaturas conforme a la baja latitud; esta situación cambia en la zona andina por la influencia de la altitud de la cordillera andina. Asimismo esta variedad climática influye en la diversidad ecológica y biológica del Perú.

## Clima de la costa
La costa peruana se caracteriza por poseer un clima seco y cálido. Presenta dos variantes: en el extremo norte (Tumbes y Piura) es más cálido y con lluvia en verano, mientras que el resto de la costa es menos cálida y con muy escasas precipitaciones todo el año.
A diferencia del clima de la sierra o la selva, el clima costeño posee mayor estacionalidad, con verano e invierno bien diferenciados en cuanto a sus temperaturas. A pesar de la gran aridez de la costa, cuenta con una importante población que se asienta en los valles costeros. 

### Clima seco tropical (costa norte)

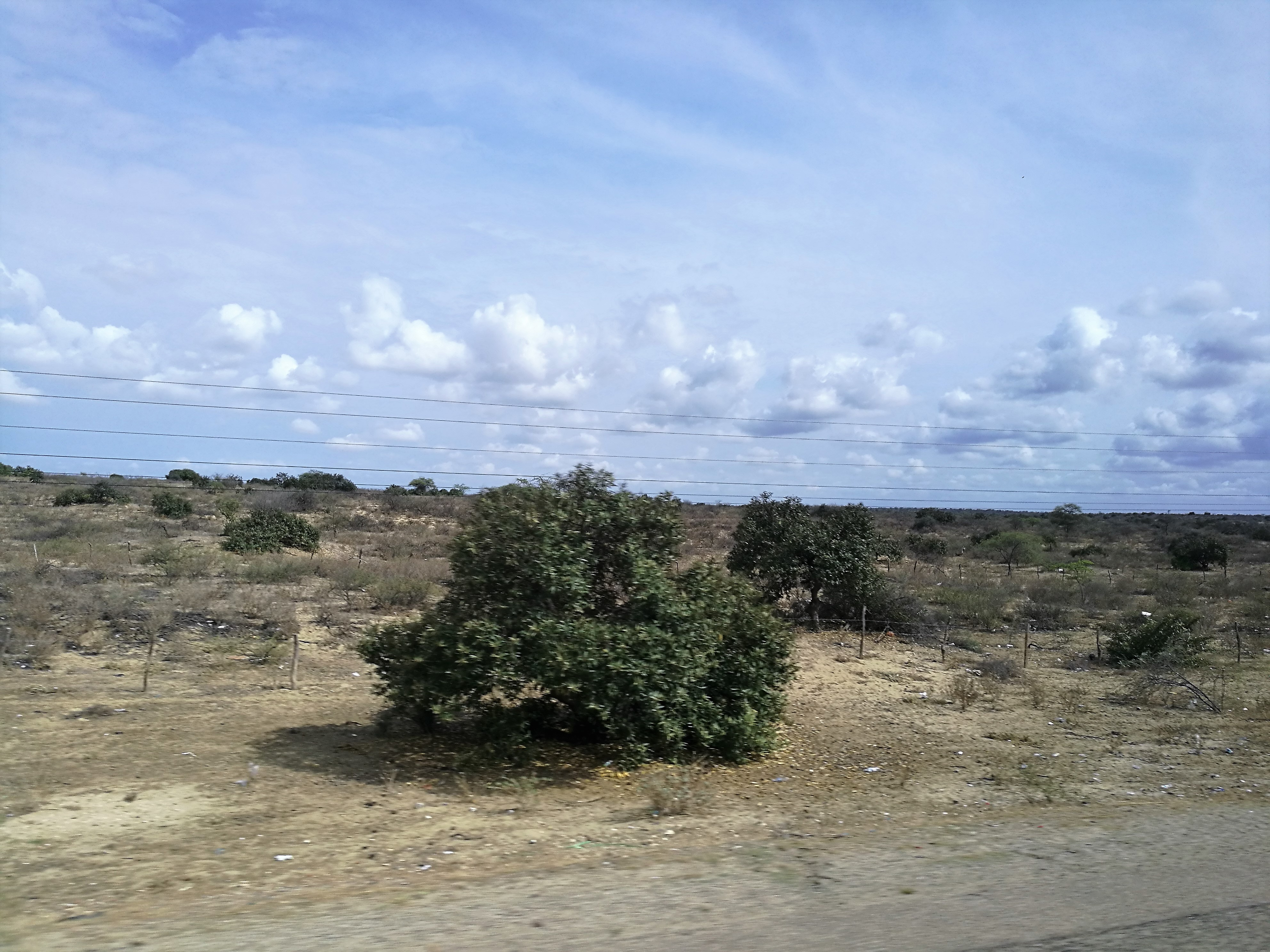
Vista de la provincia de Piura, cerca de Castilla.

El clima de la zona norte, puede considerarse como seco tropical o árido cálido, dependiendo del sistema de clasificación climática, y también es llamado "semitropical". Se presenta especialmente en la zona litoral de Tumbes y en la parte interior de Piura y Lambayeque, regiones donde se sitúa el Bosque seco de Tumbes-Piura, el cual conforma a su vez la parte costera de la ecorregión del Bosque seco ecuatorial. Se caracteriza por ser un clima seco, muy cálido, con un temporada de lluvia que se produce en verano (especialmente de enero hasta abril) y presenta las siguientes características:
| Región      | Altitud   | Temperatura media | Precipitaciones medias |
| ----------- | --------- | ----------------- | ---------------------- |
| Costa norte | 0 - 500 m | 24 - 27 °C        | 100 - 500 mm           |

Este clima da lugar a un tipo de ecosistema que puede considerarse como uno de los bosques secos tropicales más secos del mundo, debido a que la vegetación xerófila típica la conforma principalmente el algarrobal, el cual es un árbol nativo que puede soportar tan poco como menos de 100 mm de lluvia anual, gracias a sus raíces largas que pueden llegar hasta 60 metros de profundidad, alcanzando la napa freática húmeda del subsuelo. El ecosistema de este clima es semidesértico de arenas y arcillas, bosque perárido, matorral xerófilo y sabana desértica.
Ciudades ejemplo de este clima son Tumbes, Zarumilla, Piura y otras. La siguiente tabla climática corresponde a Chulucanas:
| Parámetros climáticos promedio de Chulucanas. Altitud: 92 m s. n. m.  | Parámetros climáticos promedio de Chulucanas. Altitud: 92 m s. n. m. | Parámetros climáticos promedio de Chulucanas. Altitud: 92 m s. n. m. | Parámetros climáticos promedio de Chulucanas. Altitud: 92 m s. n. m. | Parámetros climáticos promedio de Chulucanas. Altitud: 92 m s. n. m. | Parámetros climáticos promedio de Chulucanas. Altitud: 92 m s. n. m. | Parámetros climáticos promedio de Chulucanas. Altitud: 92 m s. n. m. | Parámetros climáticos promedio de Chulucanas. Altitud: 92 m s. n. m. | Parámetros climáticos promedio de Chulucanas. Altitud: 92 m s. n. m. | Parámetros climáticos promedio de Chulucanas. Altitud: 92 m s. n. m. | Parámetros climáticos promedio de Chulucanas. Altitud: 92 m s. n. m. | Parámetros climáticos promedio de Chulucanas. Altitud: 92 m s. n. m. | Parámetros climáticos promedio de Chulucanas. Altitud: 92 m s. n. m. | Parámetros climáticos promedio de Chulucanas. Altitud: 92 m s. n. m. |
| Mes                                                                   | Ene.                                                                 | Feb.                                                                 | Mar.                                                                 | Abr.                                                                 | May.                                                                 | Jun.                                                                 | Jul.                                                                 | Ago.                                                                 | Sep.                                                                 | Oct.                                                                 | Nov.                                                                 | Dic.                                                                 | Anual                                                                |
| --------------------------------------------------------------------- | -------------------------------------------------------------------- | -------------------------------------------------------------------- | -------------------------------------------------------------------- | -------------------------------------------------------------------- | -------------------------------------------------------------------- | -------------------------------------------------------------------- | -------------------------------------------------------------------- | -------------------------------------------------------------------- | -------------------------------------------------------------------- | -------------------------------------------------------------------- | -------------------------------------------------------------------- | -------------------------------------------------------------------- | -------------------------------------------------------------------- |
| Temp. máx. media (°C)                                                 | 32.9                                                                 | 33.6                                                                 | 33.1                                                                 | 32.9                                                                 | 31.4                                                                 | 29.4                                                                 | 28.3                                                                 | 28.6                                                                 | 29.5                                                                 | 30.2                                                                 | 30.7                                                                 | 32.2                                                                 | 31.1                                                                 |
| Temp. media (°C)                                                      | 26.6                                                                 | 27.4                                                                 | 27.0                                                                 | 26.6                                                                 | 25.4                                                                 | 23.3                                                                 | 22.4                                                                 | 22.4                                                                 | 23.1                                                                 | 23.7                                                                 | 24.1                                                                 | 25.6                                                                 | 24.8                                                                 |
| Temp. mín. media (°C)                                                 | 20.4                                                                 | 21.2                                                                 | 21.0                                                                 | 20.3                                                                 | 19.4                                                                 | 17.3                                                                 | 16.5                                                                 | 16.2                                                                 | 16.8                                                                 | 17.2                                                                 | 17.5                                                                 | 19.0                                                                 | 18.6                                                                 |
| Precipitación total (mm)                                              | 17                                                                   | 49                                                                   | 95                                                                   | 33                                                                   | 2                                                                    | 0                                                                    | 0                                                                    | 0                                                                    | 0                                                                    | 1                                                                    | 2                                                                    | 2                                                                    | 201                                                                  |
| Fuente: Climate-data.org(http://es.climate-data.org/location/31890/ ) |                                                                      |                                                                      |                                                                      |                                                                      |                                                                      |                                                                      |                                                                      |                                                                      |                                                                      |                                                                      |                                                                      |                                                                      |                                                                      |

Es de notar que esta zona climática no es estable, pues cuando se produce el fenómeno de El Niño las temperaturas pueden subir hasta unos 3 °C más de lo usual y puede llover hasta ocho veces más de lo normal, con graves consecuencias para la población, en vidas, materiales y para el ecosistema. Por otro lado, el cuidado del bosque seco es ecológicamente importante para evitar la desertificación por expansión del desierto de Sechura.

### Clima árido subtropical (costa centro-sur)
Véase también: Clima árido subtropical en el Perú
El clima de la mayor parte de la costa del Perú es árido subtropical, también llamado clima semicálido desértico y es característico de la ecorregión del Desierto costero del Perú. Se extiende desde el litoral de Piura, donde se encuentra el desierto de Sechura y llega hasta Tacna. Sus características aproximadas son las siguientes:
| Región                    | Altitud           | Pisos ecológicos       | Temperatura media | Precipitaciones medias |
| ------------------------- | ----------------- | ---------------------- | ----------------- | ---------------------- |
| Desierto costero del Perú | 0-2000 m s. n. m. | Costa y Yunga marítima | 18-19 °C          | 0-150 mm               |

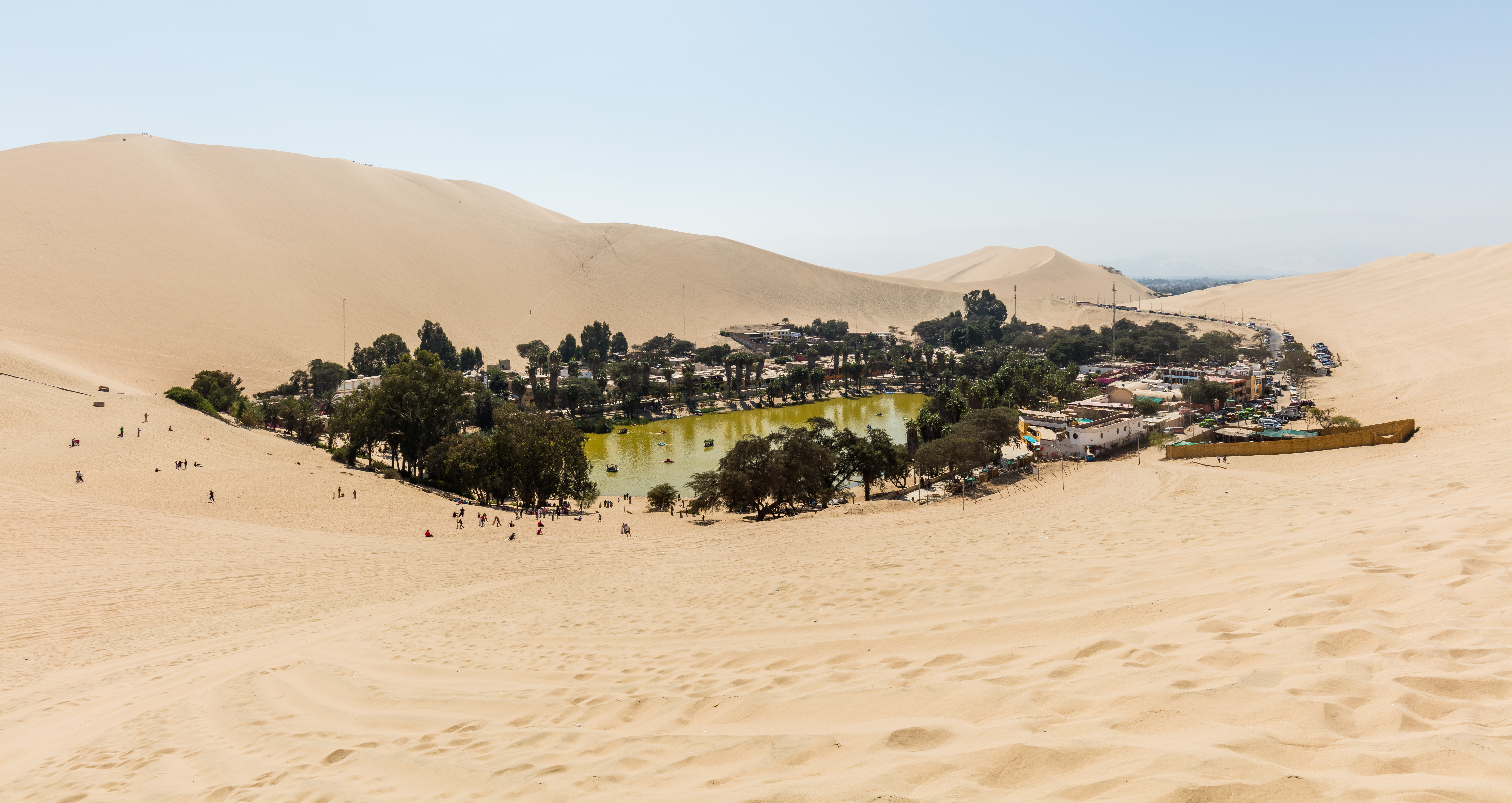
Vista del oasis de Ica la Huacachina.

Este clima presenta algunas variantes o subtipos. Puede ser extremadamente seco, como se observa en el arenoso desierto de Ica y en ciudades como Pisco y Camaná, las cuales solo reciben 1 mm de llovizna promedio al año, lo que determina un ecosistema de desierto yermo superárido (clima BWh según el sistema Köppen). Hacia el norte puede lloviznar en verano (subtipo BWhw), como en Chiclayo, que presenta un promedio de 17 mm solo en verano; en cambio, en las lomas costeras como las de Lachay, se producen garúas invernales por nubosidad baja con neblinas y alta humedad relativa (BWhn o BWhs, de neblina o de llovizna invernal respectivamente). Una de las ciudades más húmedas y nubladas es Lima, que no llega al 50% anual de horas de sol y tiene 84% de humedad, a pesar de que solo promedia 9 mm de garúa en invierno.
Conforme se eleva la altitud del desierto, la aridez es menos extrema y baja la temperatura: en Moquegua por ejemplo, a 1410 m s. n. m., llueve 44 mm en verano (clima BWkw del desierto templado). Muy ocasionalmente puede haber torbellinos en zonas secas de la costa peruana.
Ejemplo de este clima, la ciudad de Nasca:
| Parámetros climáticos promedio de Nasca. Altitud: 520 m s. n. m.       | Parámetros climáticos promedio de Nasca. Altitud: 520 m s. n. m. | Parámetros climáticos promedio de Nasca. Altitud: 520 m s. n. m. | Parámetros climáticos promedio de Nasca. Altitud: 520 m s. n. m. | Parámetros climáticos promedio de Nasca. Altitud: 520 m s. n. m. | Parámetros climáticos promedio de Nasca. Altitud: 520 m s. n. m. | Parámetros climáticos promedio de Nasca. Altitud: 520 m s. n. m. | Parámetros climáticos promedio de Nasca. Altitud: 520 m s. n. m. | Parámetros climáticos promedio de Nasca. Altitud: 520 m s. n. m. | Parámetros climáticos promedio de Nasca. Altitud: 520 m s. n. m. | Parámetros climáticos promedio de Nasca. Altitud: 520 m s. n. m. | Parámetros climáticos promedio de Nasca. Altitud: 520 m s. n. m. | Parámetros climáticos promedio de Nasca. Altitud: 520 m s. n. m. | Parámetros climáticos promedio de Nasca. Altitud: 520 m s. n. m. |
| Mes                                                                    | Ene.                                                             | Feb.                                                             | Mar.                                                             | Abr.                                                             | May.                                                             | Jun.                                                             | Jul.                                                             | Ago.                                                             | Sep.                                                             | Oct.                                                             | Nov.                                                             | Dic.                                                             | Anual                                                            |
| ---------------------------------------------------------------------- | ---------------------------------------------------------------- | ---------------------------------------------------------------- | ---------------------------------------------------------------- | ---------------------------------------------------------------- | ---------------------------------------------------------------- | ---------------------------------------------------------------- | ---------------------------------------------------------------- | ---------------------------------------------------------------- | ---------------------------------------------------------------- | ---------------------------------------------------------------- | ---------------------------------------------------------------- | ---------------------------------------------------------------- | ---------------------------------------------------------------- |
| Temp. máx. media (°C)                                                  | 30.7                                                             | 31.3                                                             | 31.3                                                             | 30.4                                                             | 28.3                                                             | 27.1                                                             | 25.3                                                             | 26.5                                                             | 28.3                                                             | 28.9                                                             | 29.8                                                             | 30                                                               | 29                                                               |
| Temp. media (°C)                                                       | 23.7                                                             | 24.5                                                             | 24.1                                                             | 22.6                                                             | 20.2                                                             | 18.2                                                             | 16.6                                                             | 17.9                                                             | 19.2                                                             | 20.2                                                             | 21.1                                                             | 22.4                                                             | 20.9                                                             |
| Temp. mín. media (°C)                                                  | 16.8                                                             | 17.8                                                             | 16.9                                                             | 14.8                                                             | 12.2                                                             | 9.3                                                              | 7.9                                                              | 9.3                                                              | 10.1                                                             | 11.5                                                             | 12.4                                                             | 14.9                                                             | 12.8                                                             |
| Precipitación total (mm)                                               | 2                                                                | 2                                                                | 0                                                                | 0                                                                | 0                                                                | 0                                                                | 0                                                                | 0                                                                | 0                                                                | 0                                                                | 0                                                                | 0                                                                | 4                                                                |
| Días de precipitaciones (≥ 1 mm)                                       | 1                                                                | 1                                                                | 0                                                                | 0                                                                | 0                                                                | 0                                                                | 0                                                                | 0                                                                | 0                                                                | 0                                                                | 0                                                                | 0                                                                | 2                                                                |
| Fuente: Climate-data.org (http://es.climate-data.org/location/764107/) |                                                                  |                                                                  |                                                                  |                                                                  |                                                                  |                                                                  |                                                                  |                                                                  |                                                                  |                                                                  |                                                                  |                                                                  |                                                                  |

## Clima de la zona andina

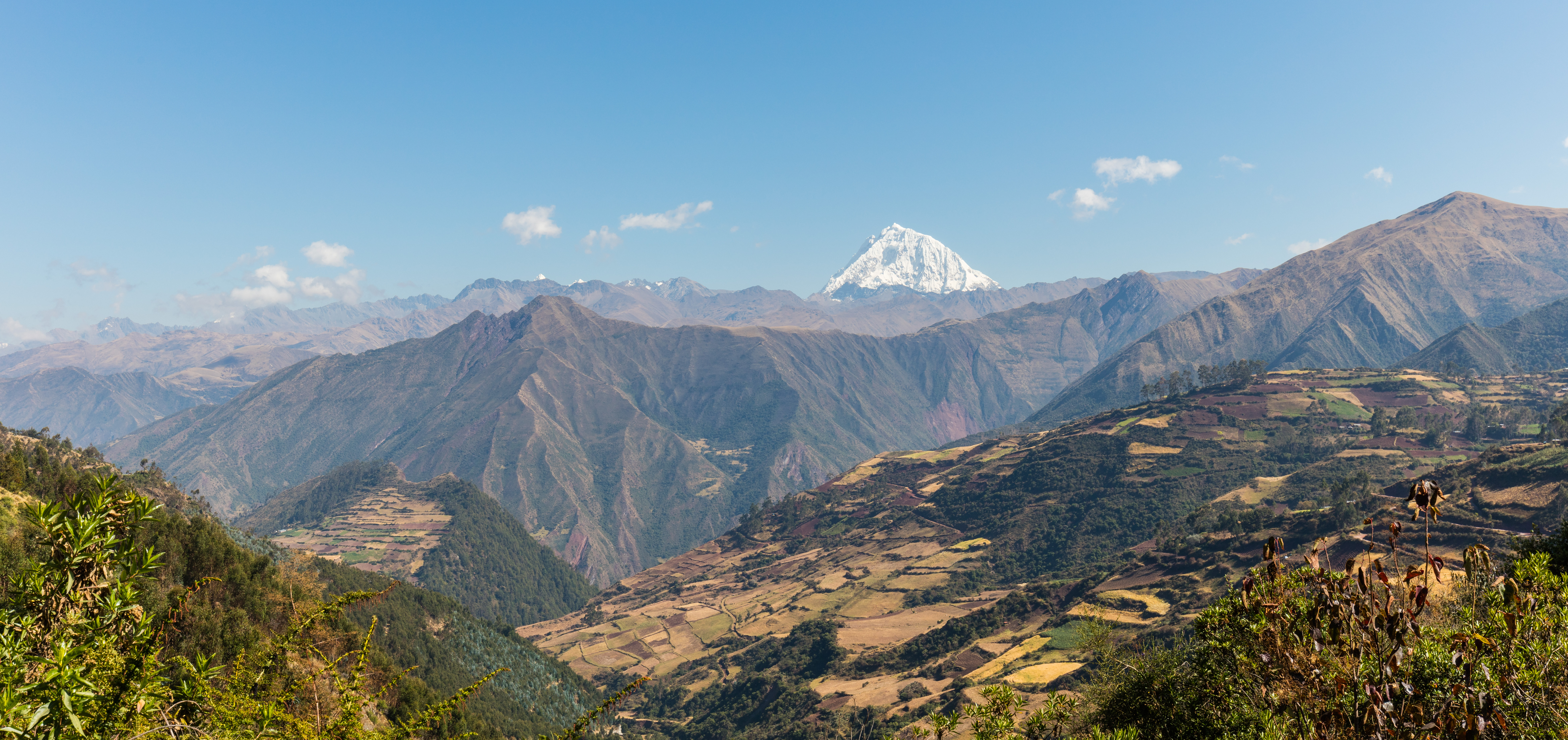
Vista del valle de Limatambo (provincia de Anta, Cusco).

La Sierra del Perú se caracteriza por ser un clima de montaña cuya fisiografía está determinada por la Cordillera de los Andes y se caracteriza por ser isotérmico, es decir, con poca diferencia entre las temperaturas entre invierno y verano. Presenta varios tipos de clima que van del templado al polar, ya que a mayor altura habrá menor temperatura. 
Las precipitaciones también son variadas, con zonas secas o lluviosas; aunque en su mayor extensión es pluviestacional, es decir, con una temporada seca (de mayo a septiembre) y una lluviosa (de octubre a abril). Un clima pluviestacional puede llamarse también subhúmedo, semiseco, húmedo-seco, moderadamente lluvioso o de influencia monzónica.

### Clima templado
El Perú presenta un clima templado de montaña en toda la extensión de los Andes de norte a sur. Hay variantes dependiendo de la cantidad y estacionalidad de las lluvias; así pues, cerca de la costa, en la vertiente occidental de los Andes, el clima puede ser templado árido (BWk) como en Arequipa; más hacia el este puede ser un clima templado semiárido (BSk) como en Canta; en los valles interandinos está bien extendido el clima templado subhúmedo (Cwb) como en Cajamarca, Abancay y Ayacucho, o puede ser un clima templado lluvioso (Cfbi) en las proximidades de la ceja de selva en ciudades como Chachapoyas y Sandia.
El clima templado más común es el templado subhúmedo, también llamado "semiseco templado", el cual presenta una clara estacionalidad en las lluvias, con una temporada seca anual y una lluviosa. Siendo un clima isotérmico, es común que a la temporada húmeda se le llame "invierno andino", a pesar de que se trata del verano austral. Las regiones templadas subhúmedas, concentran bastante población, puede haber un ecosistema de pradera y matorral de montaña y de bosque andino relicto; sin embargo, gran parte de la región ha sido aprovechada para su explotación agrícola y ganadera, y hay especies introducidas como el eucalipto.
A altitudes medias, el clima templado subhúmedo tiene las siguientes características.
| Altitud (m s. n. m.) | Piso ecológico | Temperatura media | Precipitaciones medias |
| -------------------- | -------------- | ----------------- | ---------------------- |
| 2000 a 3000          | Quechua        | 15 °C             | 500 - 800 mm           |

Ciudad ejemplo de este clima: Cajamarca
| Parámetros climáticos promedio de Cajamarca a 2750 m s. n. m.        | Parámetros climáticos promedio de Cajamarca a 2750 m s. n. m. | Parámetros climáticos promedio de Cajamarca a 2750 m s. n. m. | Parámetros climáticos promedio de Cajamarca a 2750 m s. n. m. | Parámetros climáticos promedio de Cajamarca a 2750 m s. n. m. | Parámetros climáticos promedio de Cajamarca a 2750 m s. n. m. | Parámetros climáticos promedio de Cajamarca a 2750 m s. n. m. | Parámetros climáticos promedio de Cajamarca a 2750 m s. n. m. | Parámetros climáticos promedio de Cajamarca a 2750 m s. n. m. | Parámetros climáticos promedio de Cajamarca a 2750 m s. n. m. | Parámetros climáticos promedio de Cajamarca a 2750 m s. n. m. | Parámetros climáticos promedio de Cajamarca a 2750 m s. n. m. | Parámetros climáticos promedio de Cajamarca a 2750 m s. n. m. | Parámetros climáticos promedio de Cajamarca a 2750 m s. n. m. |
| Mes                                                                  | Ene.                                                          | Feb.                                                          | Mar.                                                          | Abr.                                                          | May.                                                          | Jun.                                                          | Jul.                                                          | Ago.                                                          | Sep.                                                          | Oct.                                                          | Nov.                                                          | Dic.                                                          | Anual                                                         |
| -------------------------------------------------------------------- | ------------------------------------------------------------- | ------------------------------------------------------------- | ------------------------------------------------------------- | ------------------------------------------------------------- | ------------------------------------------------------------- | ------------------------------------------------------------- | ------------------------------------------------------------- | ------------------------------------------------------------- | ------------------------------------------------------------- | ------------------------------------------------------------- | ------------------------------------------------------------- | ------------------------------------------------------------- | ------------------------------------------------------------- |
| Temp. máx. media (°C)                                                | 21.1                                                          | 20.2                                                          | 20.3                                                          | 20.2                                                          | 21.0                                                          | 21.1                                                          | 21.1                                                          | 21.0                                                          | 21.0                                                          | 21.0                                                          | 21.2                                                          | 21.1                                                          | 20.9                                                          |
| Temp. media (°C)                                                     | 14.2                                                          | 13.4                                                          | 13.5                                                          | 13.4                                                          | 12.7                                                          | 11.8                                                          | 11.9                                                          | 12.3                                                          | 12.8                                                          | 13.6                                                          | 13.3                                                          | 13.4                                                          | 13                                                            |
| Temp. mín. media (°C)                                                | 7.4                                                           | 6.7                                                           | 6.7                                                           | 6.6                                                           | 4.5                                                           | 2.6                                                           | 2.7                                                           | 3.6                                                           | 4.6                                                           | 6.3                                                           | 5.5                                                           | 5.7                                                           | 5.2                                                           |
| Precipitación total (mm)                                             | 98                                                            | 111                                                           | 133                                                           | 91                                                            | 42                                                            | 15                                                            | 8                                                             | 14                                                            | 40                                                            | 92                                                            | 68                                                            | 83                                                            | 795                                                           |
| Fuente: Climate-data.org( http://es.climate-data.org/location/3402/) |                                                               |                                                               |                                                               |                                                               |                                                               |                                                               |                                                               |                                                               |                                                               |                                                               |                                                               |                                                               |                                                               |

### Clima frío

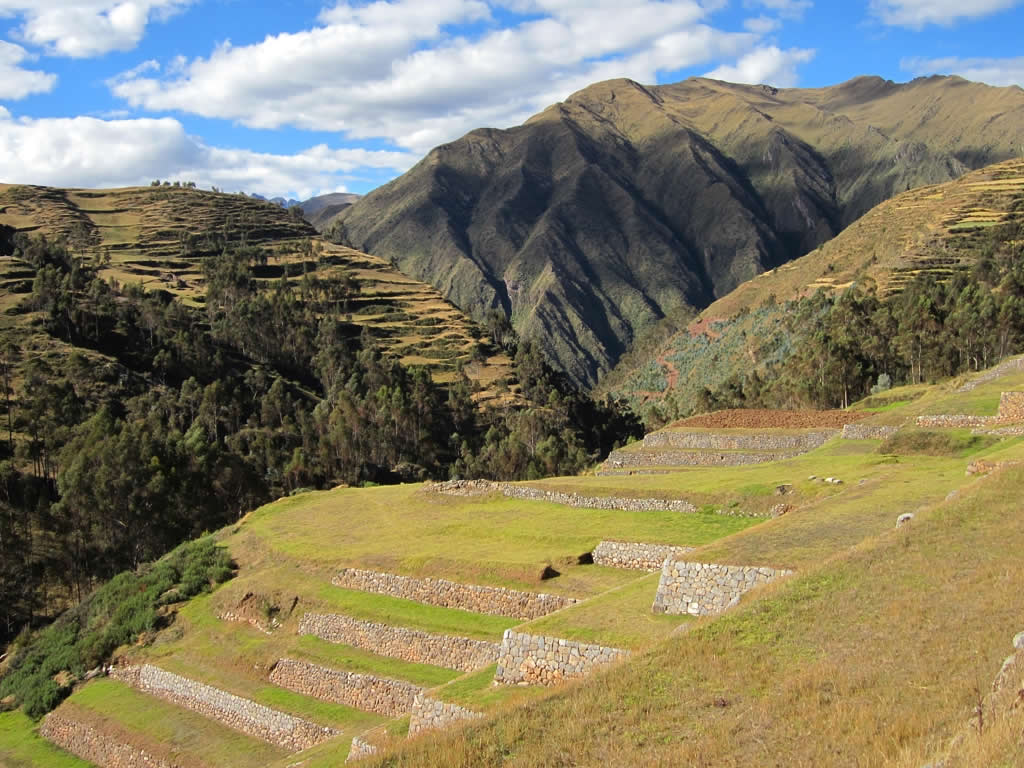
Paisaje de Chinchero (Cusco) y andenería incaica.

Se ha establecido que el clima frío, boreal o de los valles mesoandinos, es aquel que se extiende entre los 3000 y 4000 metros de altura. Comparando con el sistema de pisos térmicos, equivale al clima del piso frío o subalpino.
Tiene variantes, ya que según el sistema Köppen, puede tratarse de un clima árido frío (BWk) como en Tarata; un clima estepario o semiárido frío (BSk) como en Chivay; un clima semiseco o subhúmedo de montaña (Cwb) como en Huaraz, Huancayo y Cusco; un clima subalpino subhúmedo (Cwc) como en Juliaca, o un clima alpino subhúmedo (ETHw) como en Puno y La Oroya. Huancavelica presenta un clima intermedio entre el alpino y el subalpino (ET/Cwc).
Las características aproximadas de este clima son las siguientes:
| Altitud (m s. n. m.) | Pisos ecológicos | Temperatura media | Precipitaciones medias |
| -------------------- | ---------------- | ----------------- | ---------------------- |
| 3000 a 4000          | Quechua y Suni   | 10 °C             | 700 mm                 |

La mayor parte de la región es subhúmeda, con invierno seco y una temporada de lluvias que se presentan de octubre hasta abril. En invierno, el desarrollo de heladas afecta negativamente la economía y salud de la población.
Ciudad ejemplo de este clima: Huancavelica.
| Parámetros climáticos promedio de Huancavelica. Altitud: 3676 m s. n. m. | Parámetros climáticos promedio de Huancavelica. Altitud: 3676 m s. n. m. | Parámetros climáticos promedio de Huancavelica. Altitud: 3676 m s. n. m. | Parámetros climáticos promedio de Huancavelica. Altitud: 3676 m s. n. m. | Parámetros climáticos promedio de Huancavelica. Altitud: 3676 m s. n. m. | Parámetros climáticos promedio de Huancavelica. Altitud: 3676 m s. n. m. | Parámetros climáticos promedio de Huancavelica. Altitud: 3676 m s. n. m. | Parámetros climáticos promedio de Huancavelica. Altitud: 3676 m s. n. m. | Parámetros climáticos promedio de Huancavelica. Altitud: 3676 m s. n. m. | Parámetros climáticos promedio de Huancavelica. Altitud: 3676 m s. n. m. | Parámetros climáticos promedio de Huancavelica. Altitud: 3676 m s. n. m. | Parámetros climáticos promedio de Huancavelica. Altitud: 3676 m s. n. m. | Parámetros climáticos promedio de Huancavelica. Altitud: 3676 m s. n. m. | Parámetros climáticos promedio de Huancavelica. Altitud: 3676 m s. n. m. |
| Mes                                                                      | Ene.                                                                     | Feb.                                                                     | Mar.                                                                     | Abr.                                                                     | May.                                                                     | Jun.                                                                     | Jul.                                                                     | Ago.                                                                     | Sep.                                                                     | Oct.                                                                     | Nov.                                                                     | Dic.                                                                     | Anual                                                                    |
| ------------------------------------------------------------------------ | ------------------------------------------------------------------------ | ------------------------------------------------------------------------ | ------------------------------------------------------------------------ | ------------------------------------------------------------------------ | ------------------------------------------------------------------------ | ------------------------------------------------------------------------ | ------------------------------------------------------------------------ | ------------------------------------------------------------------------ | ------------------------------------------------------------------------ | ------------------------------------------------------------------------ | ------------------------------------------------------------------------ | ------------------------------------------------------------------------ | ------------------------------------------------------------------------ |
| Temp. máx. media (°C)                                                    | 16                                                                       | 16                                                                       | 16                                                                       | 16                                                                       | 16                                                                       | 16                                                                       | 16.5                                                                     | 17                                                                       | 17                                                                       | 17                                                                       | 17                                                                       | 17                                                                       | 16                                                                       |
| Temp. media (°C)                                                         | 9.8                                                                      | 9.7                                                                      | 9.7                                                                      | 9.5                                                                      | 8.6                                                                      | 7.5                                                                      | 7.3                                                                      | 8.2                                                                      | 9                                                                        | 9.6                                                                      | 9.9                                                                      | 9.7                                                                      | 9                                                                        |
| Temp. mín. media (°C)                                                    | 3.8                                                                      | 3.8                                                                      | 3.6                                                                      | 2.6                                                                      | 0.7                                                                      | -1.3                                                                     | -1.8                                                                     | -0.8                                                                     | 0.9                                                                      | 1.9                                                                      | 2.1                                                                      | 2.7                                                                      | 1.5                                                                      |
| Precipitación total (mm)                                                 | 126                                                                      | 146                                                                      | 140                                                                      | 57                                                                       | 24                                                                       | 9                                                                        | 11                                                                       | 22                                                                       | 39                                                                       | 53                                                                       | 61                                                                       | 96                                                                       | 784                                                                      |
| Fuente: climate-data.org                                                 |                                                                          |                                                                          |                                                                          |                                                                          |                                                                          |                                                                          |                                                                          |                                                                          |                                                                          |                                                                          |                                                                          |                                                                          |                                                                          |

### Clima frígido o de tundra

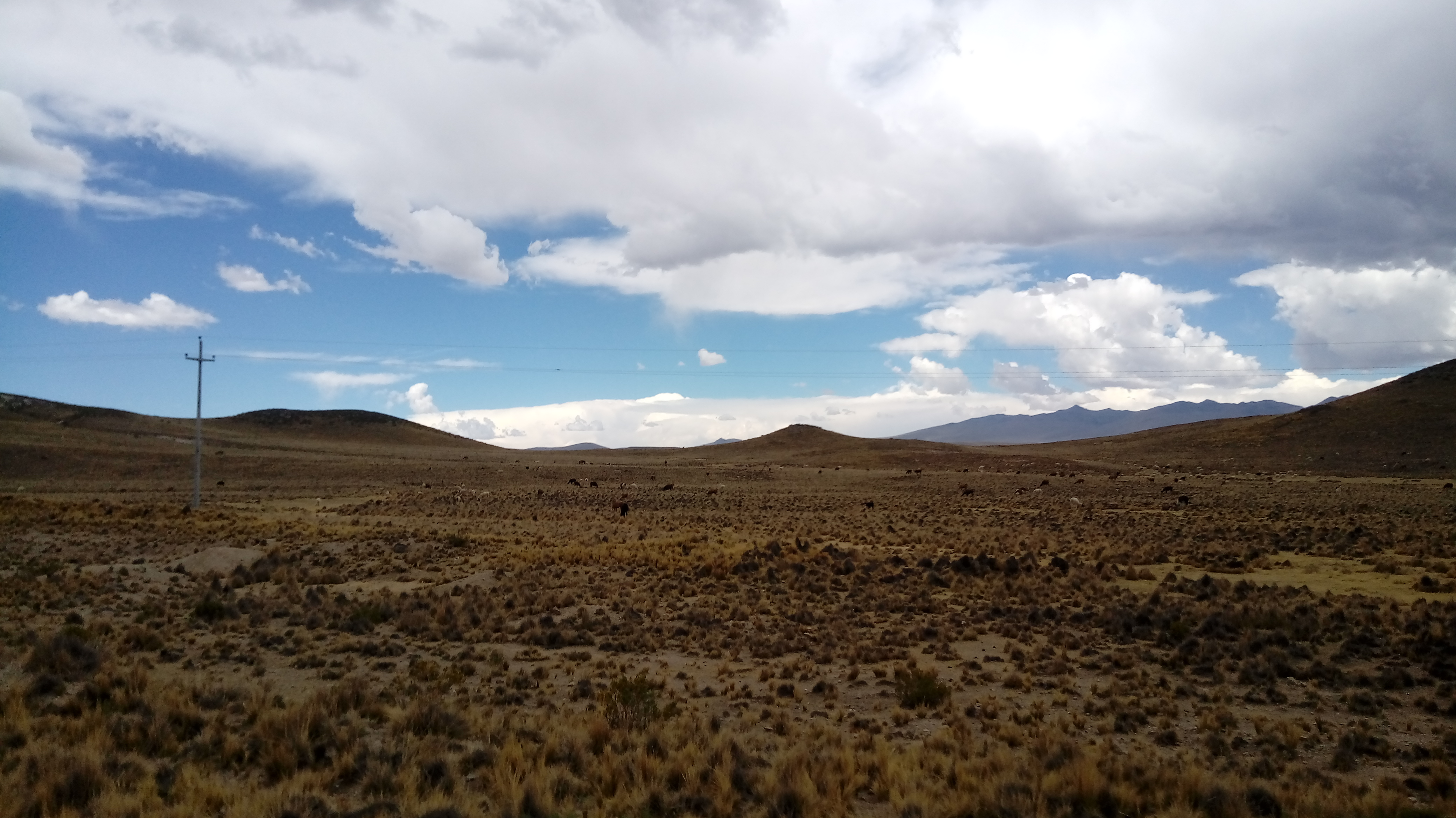
Paisaje del altiplano en Santa Rosa (El Collao, Puno)

Se considera que el clima frígido, de puna o de tundra es un clima muy frío que está comprendido entre los 4 mil y 5 mil m s. n. m., y que cubre el 13% del territorio nacional. Es un clima alpino de latitud tropical propio de la región altoandina y altiplánica denominada Puna, la cual tiene un ecosistema de pajonal y tundra alpina no apto para la agricultura debido a las fuertes heladas invernales; y la ganadería es de ovinos y auquénidos que se alimentan del pajonal natural llamado ichu.
Las características son aproximadamente las siguientes:
| Altitud (m s. n. m.) | Pisos ecológicos | Temperatura media | Precipitaciones medias |
| -------------------- | ---------------- | ----------------- | ---------------------- |
| 4000 a 5000          | Puna             | 4 °C              | 700 mm                 |

Este clima tiene dos variantes principales: puede ser un clima alpino húmedo (ETH) como se observa en las ciudades de Cerro de Pasco y Junín, las cuales presentan precipitaciones todo el año a modo de lluvia, granizo y nieve; o puede ser un clima alpino subhúmedo (ETHw) el cual tiene una temporada seca en invierno y se presenta en pueblos como San Antonio de Esquilache y Mazocruz, como en el ejemplo siguiente:
| Parámetros climáticos promedio de Mazocruz                                                     | Parámetros climáticos promedio de Mazocruz | Parámetros climáticos promedio de Mazocruz | Parámetros climáticos promedio de Mazocruz | Parámetros climáticos promedio de Mazocruz | Parámetros climáticos promedio de Mazocruz | Parámetros climáticos promedio de Mazocruz | Parámetros climáticos promedio de Mazocruz | Parámetros climáticos promedio de Mazocruz | Parámetros climáticos promedio de Mazocruz | Parámetros climáticos promedio de Mazocruz | Parámetros climáticos promedio de Mazocruz | Parámetros climáticos promedio de Mazocruz | Parámetros climáticos promedio de Mazocruz |
| Mes                                                                                            | Ene.                                       | Feb.                                       | Mar.                                       | Abr.                                       | May.                                       | Jun.                                       | Jul.                                       | Ago.                                       | Sep.                                       | Oct.                                       | Nov.                                       | Dic.                                       | Anual                                      |
| ---------------------------------------------------------------------------------------------- | ------------------------------------------ | ------------------------------------------ | ------------------------------------------ | ------------------------------------------ | ------------------------------------------ | ------------------------------------------ | ------------------------------------------ | ------------------------------------------ | ------------------------------------------ | ------------------------------------------ | ------------------------------------------ | ------------------------------------------ | ------------------------------------------ |
| Temp. máx. media (°C)                                                                          | 15.3                                       | 14.9                                       | 15                                         | 15                                         | 14.1                                       | 13.3                                       | 12.8                                       | 14                                         | 14.8                                       | 16.1                                       | 16.4                                       | 16                                         | 14.8                                       |
| Temp. media (°C)                                                                               | 8.65                                       | 8.65                                       | 7.05                                       | 6                                          | 3.55                                       | 0.3                                        | -0.25                                      | 1.1                                        | 3.4                                        | 6.55                                       | 8.1                                        | 6.7                                        | 5                                          |
| Temp. mín. media (°C)                                                                          | 2                                          | 2.4                                        | -0.9                                       | -3                                         | -7                                         | -12.7                                      | -13.3                                      | -11.8                                      | -8                                         | -3                                         | -0.2                                       | 2.6                                        | -4.4                                       |
| Precipitación total (mm)                                                                       | 124                                        | 90.4                                       | 80.6                                       | 30                                         | 9.3                                        | 9                                          | 6.2                                        | 21.7                                       | 24                                         | 40.3                                       | 48                                         | 83.7                                       | 567.2                                      |
| Días de precipitaciones (≥ )                                                                   | 18                                         | 15                                         | 13                                         | 8                                          | 3                                          | 2                                          | 2                                          | 4                                          | 6                                          | 9                                          | 10                                         | 15                                         | 105                                        |
| Días de nevadas (≥ 1 mm)                                                                       | 2                                          | 2                                          | 0                                          | 0                                          | 0                                          | 1                                          | 1                                          | 3                                          | 1                                          | 0                                          | 0                                          | 1                                          | 11                                         |
| Fuente: Senamhi (http://www.senamhi.gob.pe/include_mapas/_dat_esta_tipo.php?estaciones=000878) |                                            |                                            |                                            |                                            |                                            |                                            |                                            |                                            |                                            |                                            |                                            |                                            |                                            |

### Clima gélido

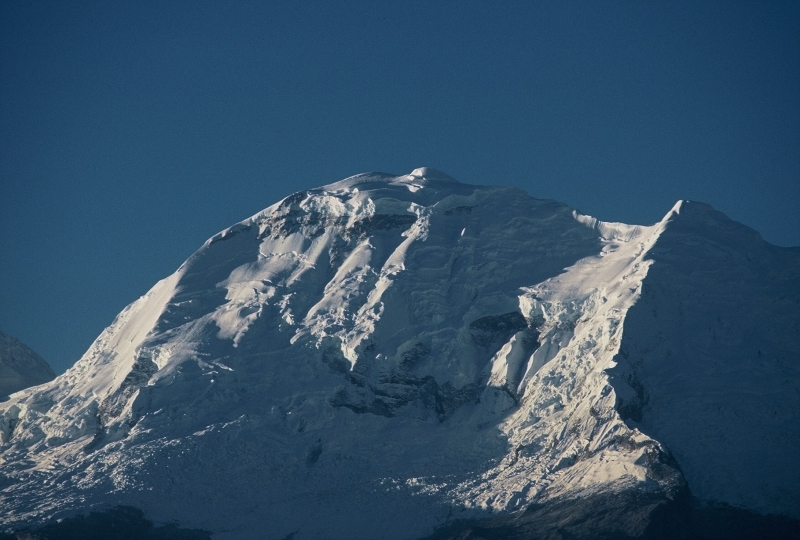
Nevado Huascarán, el más alto del Perú a 6757

El clima gélido, glacial, nival o de nieve, comprende los zonas altitudinales de nieve perpetua, y corresponde a los glaciares y nevados del Perú. La temperatura mínima diaria se encuentra bajo 0 °C durante todo el año.
| Altitud (m s. n. m.) | Piso ecológico | Temperatura media | Precipitación media |
| -------------------- | -------------- | ----------------- | ------------------- |
| 5000 a 6757          | Janca          | < 0 °C            | 700 mm              |

Este clima es hostil para la vida por su baja temperatura y falta de oxígeno, el cual se reduce a menos de la mitad del oxígeno presente a nivel del mar. La única población permanente a esta altitud es el asentamiento minero  de La Rinconada, considerada además la ciudad más alta de mundo.
| Parámetros climáticos promedio de La Rinconada. Altitud: 5000 a 5100 m s. n. m. | Parámetros climáticos promedio de La Rinconada. Altitud: 5000 a 5100 m s. n. m. | Parámetros climáticos promedio de La Rinconada. Altitud: 5000 a 5100 m s. n. m. | Parámetros climáticos promedio de La Rinconada. Altitud: 5000 a 5100 m s. n. m. | Parámetros climáticos promedio de La Rinconada. Altitud: 5000 a 5100 m s. n. m. | Parámetros climáticos promedio de La Rinconada. Altitud: 5000 a 5100 m s. n. m. | Parámetros climáticos promedio de La Rinconada. Altitud: 5000 a 5100 m s. n. m. | Parámetros climáticos promedio de La Rinconada. Altitud: 5000 a 5100 m s. n. m. | Parámetros climáticos promedio de La Rinconada. Altitud: 5000 a 5100 m s. n. m. | Parámetros climáticos promedio de La Rinconada. Altitud: 5000 a 5100 m s. n. m. | Parámetros climáticos promedio de La Rinconada. Altitud: 5000 a 5100 m s. n. m. | Parámetros climáticos promedio de La Rinconada. Altitud: 5000 a 5100 m s. n. m. | Parámetros climáticos promedio de La Rinconada. Altitud: 5000 a 5100 m s. n. m. | Parámetros climáticos promedio de La Rinconada. Altitud: 5000 a 5100 m s. n. m. |
| Mes                                                                             | Ene.                                                                            | Feb.                                                                            | Mar.                                                                            | Abr.                                                                            | May.                                                                            | Jun.                                                                            | Jul.                                                                            | Ago.                                                                            | Sep.                                                                            | Oct.                                                                            | Nov.                                                                            | Dic.                                                                            | Anual                                                                           |
| ------------------------------------------------------------------------------- | ------------------------------------------------------------------------------- | ------------------------------------------------------------------------------- | ------------------------------------------------------------------------------- | ------------------------------------------------------------------------------- | ------------------------------------------------------------------------------- | ------------------------------------------------------------------------------- | ------------------------------------------------------------------------------- | ------------------------------------------------------------------------------- | ------------------------------------------------------------------------------- | ------------------------------------------------------------------------------- | ------------------------------------------------------------------------------- | ------------------------------------------------------------------------------- | ------------------------------------------------------------------------------- |
| Temp. máx. media (°C)                                                           | 8.3                                                                             | 7.7                                                                             | 8.0                                                                             | 8.6                                                                             | 8.5                                                                             | 8.2                                                                             | 8.2                                                                             | 9.6                                                                             | 9.6                                                                             | 11.0                                                                            | 10.3                                                                            | 8.7                                                                             | 8.9                                                                             |
| Temp. media (°C)                                                                | 2.6                                                                             | 2.5                                                                             | 2.4                                                                             | 1.7                                                                             | 0.5                                                                             | -1.7                                                                            | -1.5                                                                            | -0.4                                                                            | 1.3                                                                             | 2.5                                                                             | 2.4                                                                             | 2.7                                                                             | 1.3                                                                             |
| Temp. mín. media (°C)                                                           | -3.1                                                                            | -2.6                                                                            | -3.2                                                                            | -5.1                                                                            | -7.5                                                                            | -11.6                                                                           | -11.2                                                                           | -10.3                                                                           | -7.0                                                                            | -5.9                                                                            | -5.5                                                                            | -3.3                                                                            | -6.4                                                                            |
| Precipitación total (mm)                                                        | 135                                                                             | 113                                                                             | 106                                                                             | 50                                                                              | 19                                                                              | 7                                                                               | 6                                                                               | 15                                                                              | 34                                                                              | 51                                                                              | 67                                                                              | 104                                                                             | 707                                                                             |
| Días de nevadas (≥ 1 cm)                                                        | 17                                                                              | 16                                                                              | 12                                                                              | 8                                                                               | 5                                                                               | 3                                                                               | 1                                                                               | 2                                                                               | 3                                                                               | 6                                                                               | 10                                                                              | 15                                                                              | 106                                                                             |
| Fuente: Climate-data.org                                                        |                                                                                 |                                                                                 |                                                                                 |                                                                                 |                                                                                 |                                                                                 |                                                                                 |                                                                                 |                                                                                 |                                                                                 |                                                                                 |                                                                                 |                                                                                 |

## Clima de la selva

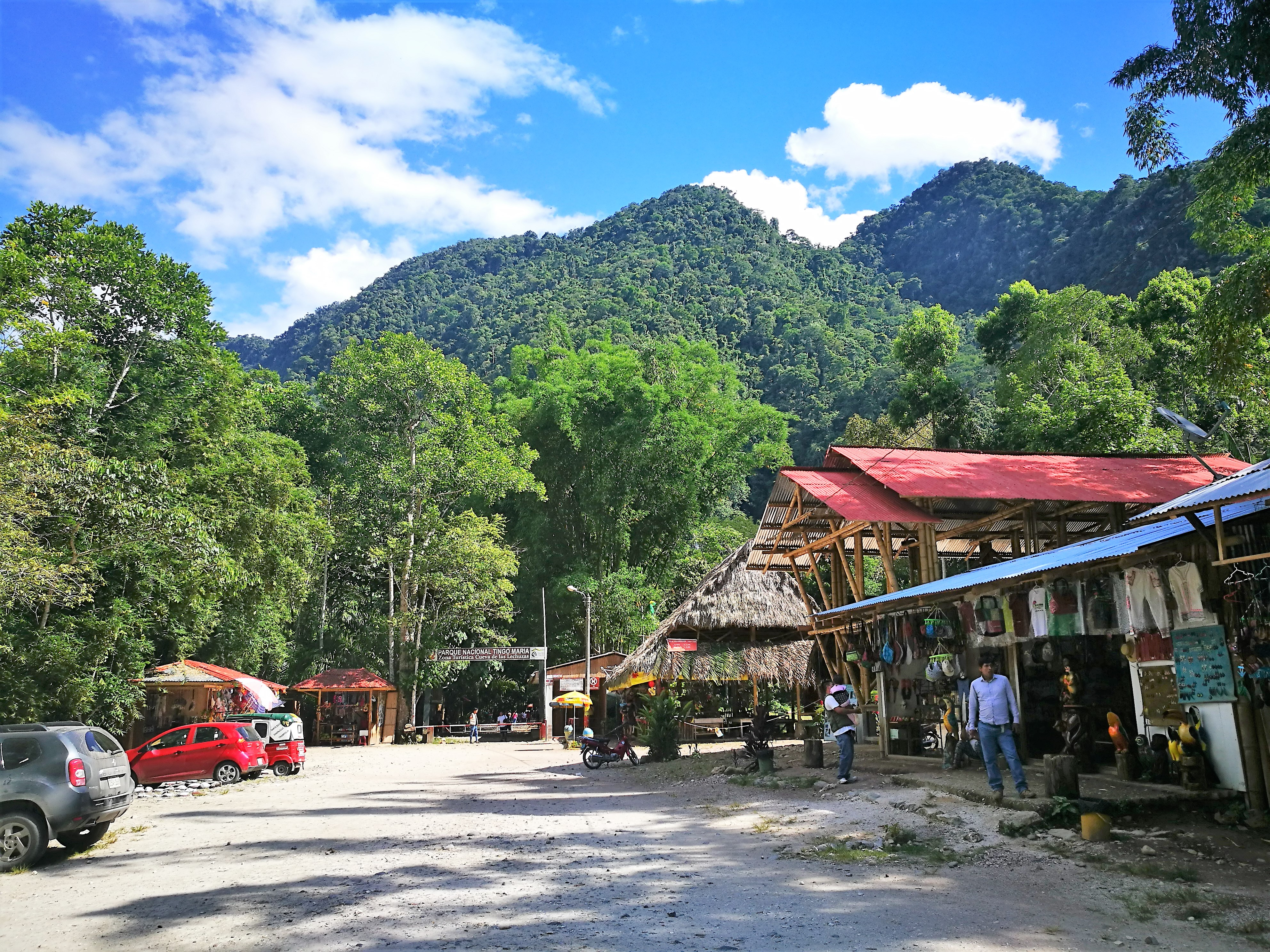
Parque nacional Tingo María.

La Amazonía del Perú tiene un clima tropical lluvioso predominantemente, lo que determina ecosistemas de selva de vegetación exuberante y diversa. Se caracteriza por ser un clima isotérmico, en donde la diferencia entre el mes más cálido con el más frío es frecuentemente de tan solo 1 °C. Es lluvioso todo el año, aunque hay menor lluvia durante los meses del invierno austral.

### Clima subtropical muy húmedo (selva de montaña)
También llamado semicálido muy lluvioso, es el clima con las mayores precipitaciones y corresponde a los ecosistemas de selva subtropical de montaña y bosque nuboso, por lo que se extiende por todo el flanco oriental de los Andes. 
Si bien es común que la selva alta sea más lluviosa que la selva baja, en realidad puede haber variantes climáticas con diferentes niveles de precipitación; por lo que el clima subtropical de oriente puede llegar a ser semiárido (BSh) como en Huánuco; subhúmedo (Aw) como en Jaén y Quillabamba; templado lluvioso (Cfb) como en Oxapampa; o lo que es más frecuente, un clima cálido lluvioso (Af) como en Moyobamba y Tingo María. 
| Altitud               | Pisos ecológicos           | Temperatura media | Precipitaciones medias |
| --------------------- | -------------------------- | ----------------- | ---------------------- |
| 500 - 2000 m s. n. m. | Selva alta y Yunga fluvial | 22 °C             | 500 a 8000 mm          |

Las mayores precipitaciones se registran en bolsones pluviales como se observa en la selva pluvial de la provincia de Quispicanchi (Cusco), donde se sitúa el pueblo de Quincemil:
| Parámetros climáticos promedio de Quincemil (1961-1980). Altitud: 619 m s. n. m.                                                                      | Parámetros climáticos promedio de Quincemil (1961-1980). Altitud: 619 m s. n. m. | Parámetros climáticos promedio de Quincemil (1961-1980). Altitud: 619 m s. n. m. | Parámetros climáticos promedio de Quincemil (1961-1980). Altitud: 619 m s. n. m. | Parámetros climáticos promedio de Quincemil (1961-1980). Altitud: 619 m s. n. m. | Parámetros climáticos promedio de Quincemil (1961-1980). Altitud: 619 m s. n. m. | Parámetros climáticos promedio de Quincemil (1961-1980). Altitud: 619 m s. n. m. | Parámetros climáticos promedio de Quincemil (1961-1980). Altitud: 619 m s. n. m. | Parámetros climáticos promedio de Quincemil (1961-1980). Altitud: 619 m s. n. m. | Parámetros climáticos promedio de Quincemil (1961-1980). Altitud: 619 m s. n. m. | Parámetros climáticos promedio de Quincemil (1961-1980). Altitud: 619 m s. n. m. | Parámetros climáticos promedio de Quincemil (1961-1980). Altitud: 619 m s. n. m. | Parámetros climáticos promedio de Quincemil (1961-1980). Altitud: 619 m s. n. m. | Parámetros climáticos promedio de Quincemil (1961-1980). Altitud: 619 m s. n. m. |
| Mes | Ene.                                                                             | Feb.                                                                             | Mar.                                                                             | Abr.                                                                             | May.                                                                             | Jun.                                                                             | Jul.                                                                             | Ago.                                                                             | Sep.                                                                             | Oct.                                                                             | Nov.                                                                             | Dic.                                                                             | Anual                                                                            |
| --- | -------------------------------------------------------------------------------- | -------------------------------------------------------------------------------- | -------------------------------------------------------------------------------- | -------------------------------------------------------------------------------- | -------------------------------------------------------------------------------- | -------------------------------------------------------------------------------- | -------------------------------------------------------------------------------- | -------------------------------------------------------------------------------- | -------------------------------------------------------------------------------- | -------------------------------------------------------------------------------- | -------------------------------------------------------------------------------- | -------------------------------------------------------------------------------- | -------------------------------------------------------------------------------- |
| Temp. máx. media (°C) | 28                                                                               | 27.5                                                                             | 28.6                                                                             | 27.7                                                                             | 26.4                                                                             | 25.3                                                                             | 25.1                                                                             | 27                                                                               | 28.5                                                                             | 28.8                                                                             | 28.6                                                                             | 27.8                                                                             | 27.4                                                                             |
| Temp. media (°C) | 23.5                                                                             | 23.15                                                                            | 23.5                                                                             | 22.35                                                                            | 21.6                                                                             | 20.9                                                                             | 20.45                                                                            | 21.5                                                                             | 22.95                                                                            | 23.65                                                                            | 23.5                                                                             | 23.4                                                                             | 22.5                                                                             |
| Temp. mín. media (°C) | 19                                                                               | 18.8                                                                             | 18.4                                                                             | 17                                                                               | 16.8                                                                             | 16.5                                                                             | 15.8                                                                             | 16                                                                               | 17.4                                                                             | 18.5                                                                             | 18.4                                                                             | 19                                                                               | 17.6                                                                             |
| Precipitación total (mm) | 1149.6                                                                           | 915.3                                                                            | 757.7                                                                            | 504.5                                                                            | 392.3                                                                            | 400.2                                                                            | 394                                                                              | 304.2                                                                            | 314.5                                                                            | 618.9                                                                            | 689                                                                              | 913.7                                                                            | 7353.9                                                                           |
| Días de precipitaciones (≥ ) | 27                                                                               | 26                                                                               | 25                                                                               | 20                                                                               | 15                                                                               | 16                                                                               | 15                                                                               | 12                                                                               | 14                                                                               | 22                                                                               | 22                                                                               | 26                                                                               | 240                                                                              |
| Humedad relativa (%) | 86                                                                               | 88                                                                               | 88                                                                               | 87                                                                               | 89                                                                               | 90                                                                               | 86                                                                               | 82                                                                               | 84                                                                               | 86                                                                               | 88                                                                               | 87                                                                               | 86.8                                                                             |
| Fuente: Senamhi (http://www.senamhi.gob.pe/include_mapas/_dat_esta_tipo.php?estaciones=000693), (http://www.met.igp.gob.pe/clima/HTML/quincemil.html) |                                                                                  |                                                                                  |                                                                                  |                                                                                  |                                                                                  |                                                                                  |                                                                                  |                                                                                  |                                                                                  |                                                                                  |                                                                                  |                                                                                  |                                                                                  |

### Clima tropical húmedo (selva baja)

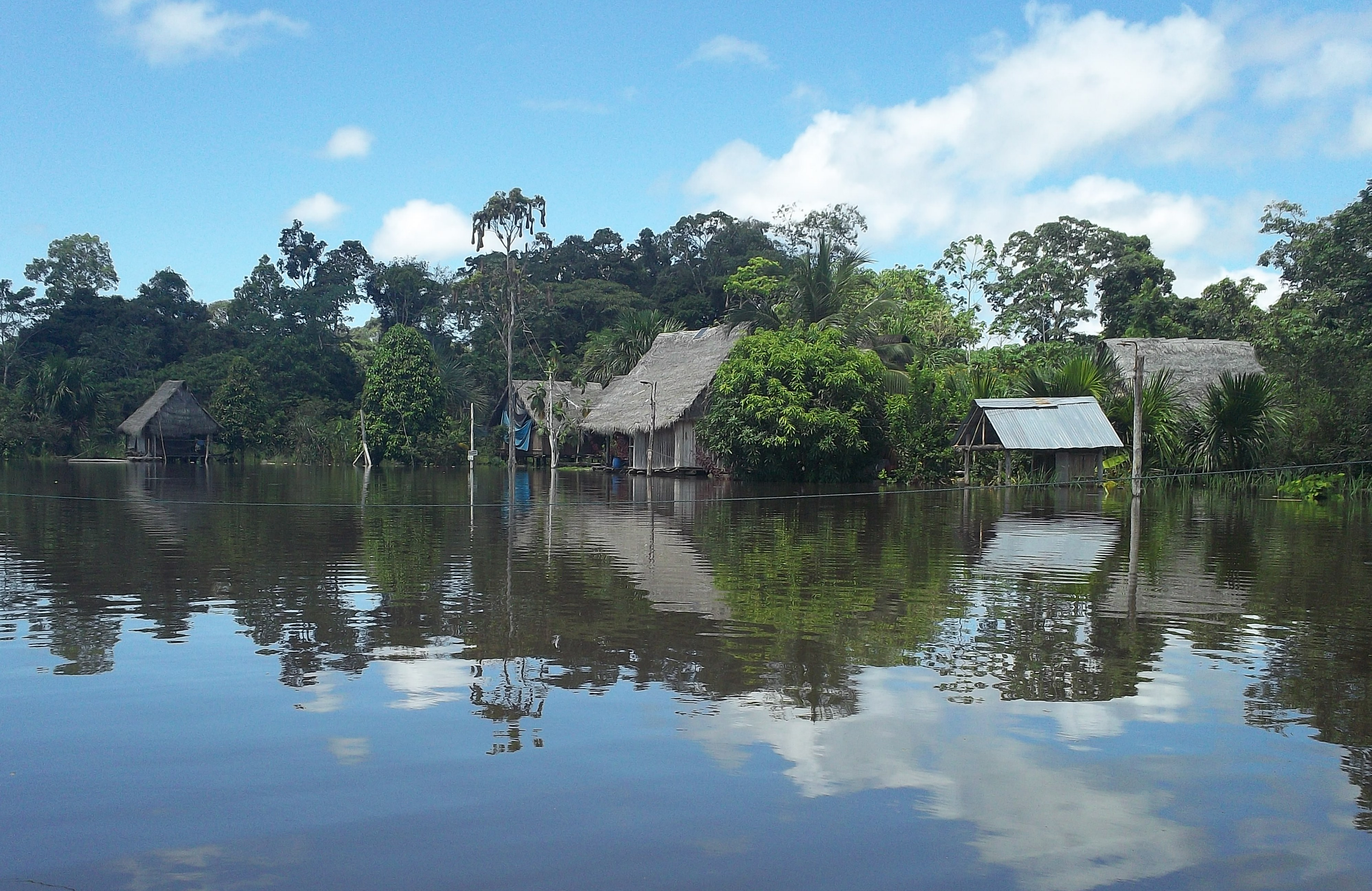
Pueblo de Nuevo Jerusalén en el río Tahuayo durante la inundación de primavera, cerca de la confluencia del Ucayali con el Marañón (Loreto).

También llamado clima cálido lluvioso. Es el clima característico de la llanura amazónica, lo que implica que le corresponde una gran extensión, comprendiendo alrededor del 43% del territorio nacional.
| Región     | Altitud             | Temperatura media | Precipitaciones medias |
| ---------- | ------------------- | ----------------- | ---------------------- |
| Selva baja | 80 - 500 m s. n. m. | 26 °C             | 1000 - 4000 mm         |

Al sur del paralelo 12 °S, se observan esporádicos descensos bruscos de temperatura entre mayo y diciembre (friajes y surazos), resultado del ingreso de vientos o corrientes de aire frío provenientes del sur del continente.
Entre las variantes de este clima tropical, está el muy lluvioso ecuatorial (Af) como en Iquitos y Yurimaguas; el clima lluvioso monzónico (Am) con una temporada invernal menos lluviosa como en Pucallpa y Puerto Maldonado; o puede ser un clima intermedio Af/Am como en Bagua y Tarapoto.
Ciudad ejemplo de este clima: 
| Parámetros climáticos promedio de Puerto Maldonado. Altitud: 139 m s. n. m.                          | Parámetros climáticos promedio de Puerto Maldonado. Altitud: 139 m s. n. m. | Parámetros climáticos promedio de Puerto Maldonado. Altitud: 139 m s. n. m. | Parámetros climáticos promedio de Puerto Maldonado. Altitud: 139 m s. n. m. | Parámetros climáticos promedio de Puerto Maldonado. Altitud: 139 m s. n. m. | Parámetros climáticos promedio de Puerto Maldonado. Altitud: 139 m s. n. m. | Parámetros climáticos promedio de Puerto Maldonado. Altitud: 139 m s. n. m. | Parámetros climáticos promedio de Puerto Maldonado. Altitud: 139 m s. n. m. | Parámetros climáticos promedio de Puerto Maldonado. Altitud: 139 m s. n. m. | Parámetros climáticos promedio de Puerto Maldonado. Altitud: 139 m s. n. m. | Parámetros climáticos promedio de Puerto Maldonado. Altitud: 139 m s. n. m. | Parámetros climáticos promedio de Puerto Maldonado. Altitud: 139 m s. n. m. | Parámetros climáticos promedio de Puerto Maldonado. Altitud: 139 m s. n. m. | Parámetros climáticos promedio de Puerto Maldonado. Altitud: 139 m s. n. m. |
| Mes                                                                                                  | Ene.                                                                        | Feb.                                                                        | Mar.                                                                        | Abr.                                                                        | May.                                                                        | Jun.                                                                        | Jul.                                                                        | Ago.                                                                        | Sep.                                                                        | Oct.                                                                        | Nov.                                                                        | Dic.                                                                        | Anual                                                                       |
| --- | --------------------------------------------------------------------------- | --------------------------------------------------------------------------- | --------------------------------------------------------------------------- | --------------------------------------------------------------------------- | --------------------------------------------------------------------------- | --------------------------------------------------------------------------- | --------------------------------------------------------------------------- | --------------------------------------------------------------------------- | --------------------------------------------------------------------------- | --------------------------------------------------------------------------- | --------------------------------------------------------------------------- | --------------------------------------------------------------------------- | --------------------------------------------------------------------------- |
| Temp. máx. media (°C)                                                                                | 30.9                                                                        | 30.7                                                                        | 31.0                                                                        | 30.7                                                                        | 29.8                                                                        | 29.0                                                                        | 29.6                                                                        | 31.2                                                                        | 32.0                                                                        | 32.0                                                                        | 31.6                                                                        | 31.1                                                                        | 30.8                                                                        |
| Temp. media (°C)                                                                                     | 26.2                                                                        | 26                                                                          | 26                                                                          | 25.5                                                                        | 24.3                                                                        | 23.2                                                                        | 23.2                                                                        | 24.5                                                                        | 25.4                                                                        | 26.2                                                                        | 26.4                                                                        | 26.2                                                                        | 25.3                                                                        |
| Temp. mín. media (°C)                                                                                | 21.4                                                                        | 21.2                                                                        | 20.9                                                                        | 20.3                                                                        | 18.8                                                                        | 17.4                                                                        | 16.8                                                                        | 17.8                                                                        | 18.8                                                                        | 20.4                                                                        | 21.1                                                                        | 21.3                                                                        | 19.7                                                                        |
| Lluvias (mm)                                                                                         | 342.6                                                                       | 333.4                                                                       | 274.9                                                                       | 154.2                                                                       | 105.5                                                                       | 57.6                                                                        | 56.8                                                                        | 63.3                                                                        | 98.1                                                                        | 164.4                                                                       | 236.9                                                                       | 279.3                                                                       | 2167                                                                        |
| Humedad relativa (%)                                                                                 | 78                                                                          | 80                                                                          | 79                                                                          | 78.5                                                                        | 76                                                                          | 74                                                                          | 70                                                                          | 71                                                                          | 73.5                                                                        | 75                                                                          | 76.5                                                                        | 77                                                                          | 75.7                                                                        |
| Fuente n.º 1: Senamhi (http://www.senamhi.gob.pe/include_mapas/_dat_esta_tipo.php?estaciones=000775) |                                                                             |                                                                             |                                                                             |                                                                             |                                                                             |                                                                             |                                                                             |                                                                             |                                                                             |                                                                             |                                                                             |                                                                             |                                                                             |
| Fuente n.º 2: Climate-data.org (http://es.climate-data.org/location/27856/)                          |                                                                             |                                                                             |                                                                             |                                                                             |                                                                             |                                                                             |                                                                             |                                                                             |                                                                             |                                                                             |                                                                             |                                                                             |                                                                             |

## Vista general de la diversidad climática del Perú
Las regiones geográficas y subregiones (regiones naturales descritas por Javier Pulgar) presentan diversos climas, predominando los siguientes:
| Región | Subregión        | Altitud (m s. n. m.) | Clima predominante                   | Temp. media | Precip. media |
| ------ | ---------------- | -------------------- | ------------------------------------ | ----------- | ------------- |
| Costa  | Costa Norte      | 0 - 500              | Semiárido tropical                   | 25 °C       | 300 mm        |
| Costa  | Costa Centro-Sur | 0 - 500              | Árido subtropical                    | 20 °C       | 20 mm         |
| Andes  | Yunga marítima   | 500 - 2300           | Árido templado                       | 17 °C       | 50 mm         |
| Andes  | Quechua          | 2300 - 3500          | Templado subhúmedo                   | 14 °C       | 700 mm        |
| Andes  | Suni             | 3500 - 4000          | Frío o subalpino                     | 9 °C        | 700 mm        |
| Andes  | Puna             | 4000 - 4800          | Frígido, de puna, de tundra o alpino | 4 °C        | 700 mm        |
| Andes  | Janca            | 4800 - 6757          | Gélido o nival                       | < 0 °C      | 700 mm        |
| Selva  | Yunga fluvial    | 1000 - 2300          | Subtropical lluvioso                 | 20 °C       | 1500 mm       |
| Selva  | Selva alta       | 400 - 1000           | Tropical/subtropical muy lluvioso    | 24 °C       | 3000 mm       |
| Selva  | Selva baja       | 80 - 400             | Tropical lluvioso                    | 26 °C       | 2000 mm       |

### Climas del Perú según el sistema Köppen
De acuerdo con la clasificación climática de Köppen, el Perú presenta los siguientes climas:

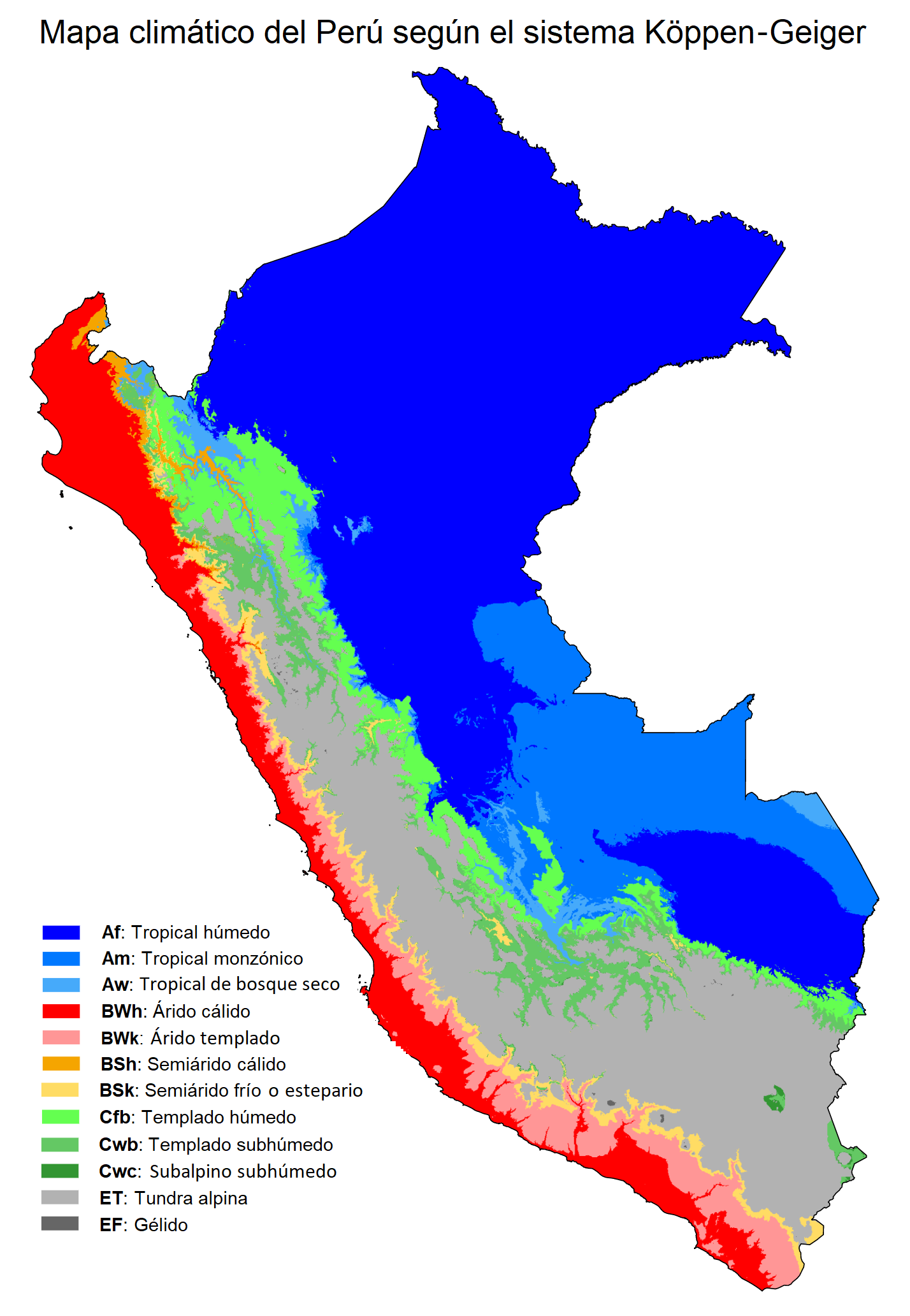
Mapa climático del Perú de acuerdo con el sistema de Köppen-Geiger.

- Af, clima tropical lluvioso o ecuatorial: está muy extendido en la Amazonía del Perú, tanto en la selva baja como en la selva alta. Es cálido y muy lluvioso todo el año, presentándose principalmente en Loreto, Madre de Dios y parte de Amazonas y la Selva Central.
- Am, clima tropical monzónico: es similar al clima selvático Af, pero con una temporada corta menos lluviosa entre junio y agosto. Se encuentra especialmente en Ucayali y selva del Cusco.
- Aw, clima tropical de sabana: presenta paisajes de selva monzónica, bosque seco y sabana arbolada. Es cálido y lluvioso, pero con una temporada seca importante. Se presenta especialmente en valles subandinos y de selva alta, por ejemplo en el norte (zona tropical de Cajamarca) y la zona del VRAEM.
- BWh, clima árido cálido: es típico de toda la región de la costa peruana, como parte de la ecorregión del desierto costero del Perú. Se extiende por el litoral de Tumbes a Tacna.
- BWk, clima árido templado: forma también parte del desierto costero del Perú, pero más relacionado con la serranía desértica y zonas subandinas desde La Libertad hasta Tacna.
- BSh, clima subtropical seco o semiárido semicálido: se encuentra en la zona subandina del bosque seco ecuatorial al norte del Perú.
- BSk, clima estepario o semiárido templado-frío: se encuentra en la zona andina de la ecorregión serranía esteparia, desde La Libertad hasta Tacna.
- Cfb o Cfbi, clima húmedo de montaña o templado húmedo: se encuentra a lo largo del Perú, de norte a sur, ocupando los bosques subandinos y de ceja de selva. Está especialmente extendido en los departamentos de Cajamarca y Amazonas.
- Cwb, clima subhúmedo de montaña o templado subhúmedo: es el típico clima andino seco-lluvioso, con una temporada seca que va de mayo a setiembre. Está especialmente extendido en la sierra de La Libertad, Ancash, Junín, Huancavelica, Ayacucho, Apurímac y Cusco.
- Cwc, clima subalpino subhúmedo: es frío y está en pequeñas zonas altoandinas.
- ETH, clima alpino o de tundra: es frígido de alta montaña, subhúmedo, propio de las zonas altoandinas y altiplánicas de la región de la puna. Presenta una temporada seca y otra húmeda de lluvia, granizo y nieve. Tiene gran extensión en Puno y en todas las zonas altas de la sierra del Perú.
- EFH, clima nival o gélido: de los glaciares y cumbres nevadas. Destaca la Cordillera Blanca, la Cordillera de Vilcanota y los volcanes de Arequipa como el Coropuna.

Es de notar que de acuerdo a este sistema, en el Perú no existen los climas mediterráneos (Cs) ni los continentales (D).

### Clasificación climática de Thornthwaite
En el Perú se ha usado la clasificación climática de Thornthwaite a nivel del gobierno, y de acuerdo con este complejo sistema, el Perú cuenta con unos 27 climas. Para definir un clima, se miden cuatro patrones de variación: precipitación, temperatura, estacionalidad de las precipitaciones y humedad, presentando los siguientes niveles:
- Precipitación Efectiva (5 niveles): A muy lluvioso, B lluvioso, C semiseco, D semiárido y E árido.

- Temperatura Eficiente (8 niveles): A' cálido, B'1 semicálido, B'2 templado, B'3 semifrío, C' frío, D' semifrígido, E' frígido y F' polar.

- Distribución de la Precipitación a través del Año (6 descripciones): (r) lluvioso en todas las estaciones del año, (i) con invierno seco, (p) con primavera seca, (v) con verano seco, (o) con otoño seco y (d) seco todo el año.

- Humedad Relativa (4 niveles): H1 muy seco, H2 seco, H3 húmedo y H4 muy húmedo.

## Clima de las principales ciudades
De acuerdo con algunos sistemas de clasificación y su comparación con las regiones naturales, las principales ciudades del Perú presentan el siguiente clima:

### En la costa
| Ciudades                            | Clima Köppen         | Clima Thornthwaite             | Región natural según Pulgar Vidal | Ecosistema o ecorregión      |
| ----------------------------------- | -------------------- | ------------------------------ | --------------------------------- | ---------------------------- |
| Tumbes                              | Semiárido cálido BSh | Desértico cálido E(d)A'H3      | Costa (o chala)                   | Bosque seco tropical         |
| Piura                               | Árido cálido BWh     | Desértico cálido E(d)A'H2      | Costa                             | Bosque seco tropical         |
| Paita, Chiclayo, Trujillo, Chimbote | Árido cálido BWh     | Desértico semicálido E(d)B'1H3 | Costa                             | Desierto costero subtropical |
| Lima y Callao, Ica, Ilo, Mollendo   | Árido cálido BWh     | Desértico semicálido E(d)B'1H3 | Costa                             | Desierto costero subtropical |
| Chosica, Nazca, Tacna               | Árido cálido BWh     | Desértico semicálido E(d)B'1H3 | Yunga marítima                    | Desierto costero subtropical |

### En la sierra
| Ciudades       | Clima Köppen             | Clima Thornthwaite               | Región natural sn. Pulgar Vidal | Ecosistema o ecorregión                                                                                              |
| -------------- | ------------------------ | -------------------------------- | ------------------------------- | --- |
| Cajamarca      | Templado subhúmedo Cwb   | Semiseco templado C(o,i,p)B'2H3  | Quechua                         | Serranía subhúmeda (pradera, matorral y bosque templado, andino o de montaña, subhúmedo y pluviestacional de yungas) |
| Chachapoyas    | Templado húmedo Cfb      | Lluvioso semicálido B(i)B'1H3    | Quechua                         | Serranía subhúmeda y bosque andino                                                                                   |
| Huaraz         | Templado subhúmedo Cwb   | Semiseco semifrío C(o,i,p)B'3H3  | Quechua                         | Serranía subhúmeda                                                                                                   |
| Cerro de Pasco | Alpino ETH               | Lluvioso semifrígido B(i)D'H3    | Puna                            | Pajonal de puna húmeda                                                                                               |
| Canta          | Estepario BSk            | Semiseco templado C(o,i,p)B'2H3  | Quechua                         | Serranía esteparia                                                                                                   |
| Huancayo       | Templado subhúmedo Cwb   | Lluvioso frío B(o,i)C'H3         | Quechua                         | Serranía subhúmeda                                                                                                   |
| Huancavelica   | Alpino ETH               | Lluvioso frío B(o,i)C'H3         | Suni                            | Pajonal de puna subhúmeda                                                                                            |
| Ayacucho       | Templado entre BSk y Cwb | Semiseco templado C(o,i)B'2H3    | Quechua                         | Serranía subhúmeda/semiárida                                                                                         |
| Abancay        | Templado subhúmedo Cwb   | Semiseco templado C(o,i)B'2H3    | Quechua                         | Serranía subhúmeda                                                                                                   |
| Arequipa       | Árido templado BWk       | Semiárido templado D(o,i,p)B'2H2 | Quechua                         | Serranía esteparia, desierto y matorral xerófilo                                                                     |
| Moquegua       | Árido templado BWk       | Desértico semicálido E(d)B'1H3   | Yunga marítima                  | Desierto de montaña                                                                                                  |
| Cusco          | Templado subhúmedo Cwb   | Semiseco frío C(o,i)C'H2         | Quechua                         | Serranía subhúmeda                                                                                                   |
| Puno           | Alpino ETH               | Semiseco frío C(o,i)C'H2         | Suni                            | Pajonal de puna subhúmeda                                                                                            |
| La Rinconada   | Alpino ETH               | Semiseco frígido C(o,i)E'H2      | Janca                           | Tundra alpina periglaciar                                                                                            |
| Nevados        | Nival EFH                | Lluvioso polar B(i)F'H2          | Janca                           | Glaciar de alta montaña                                                                                              |

### En la selva
| Ciudades         | Clima Köppen           | Clima Thornthwaite                | Región natural sn. Pulgar Vidal | Ecosistema o ecorregión                                                    |
| ---------------- | ---------------------- | --------------------------------- | ------------------------------- | -------------------------------------------------------------------------- |
| Iquitos          | Ecuatorial lluvioso Af | Muy lluvioso cálido A(r)A'H4      | Selva baja                      | Selva tropical (Bosque húmedo tropical amazónico siempreverde de planicie) |
| Jaén             | Tropical de sabana Aw  | Semiseco cálido C(o,i,p)A'H3      | Selva alta                      | Bosque subhúmedo tropical del Marañón                                      |
| Moyobamba        | Tropical Af/Am         | Lluvioso cálido B(r)A'H4          | Selva alta                      | Selva subtropical de montaña                                               |
| Tarapoto         | Ecuatorial lluvioso Af | Lluvioso cálido B(r)A'H3          | Selva baja                      | Selva tropical                                                             |
| Huánuco          | Semiárido cálido BSh   | Semiseco semicálido C(o,i,p)B'1H3 | Yunga fluvial                   | Bosque seco interandino subtropical                                        |
| Tingo María      | Ecuatorial lluvioso Af | Muy lluvioso cálido A(r)A'H4      | Selva alta                      | Selva tropical                                                             |
| Oxapampa         | Tropical de sabana Aw  | Lluvioso semicálido B(r)B'1H4     | Yunga fluvial                   | Selva subtropical de montaña                                               |
| Pucallpa         | Tropical monzónico Am  | Lluvioso cálido B(i)A'H3          | Selva baja                      | Selva tropical                                                             |
| Puerto Maldonado | Tropical monzónico Am  | Lluvioso cálido B(r)A'H3          | Selva baja                      | Selva tropical                                                             |
| Quincemil        | Ecuatorial lluvioso Af | Muy lluvioso cálido A(r)A'H4      | Selva alta                      | Selva pluvial subtropical                                                  |